# Mănăstirea Plătărești
Mănăstirea Plătărești este o mănăstire de confesiune ortodoxă, aflată în subordonarea canonică a Episcopiei Sloboziei și Călărașilor. Mănăstirea a fost ctitorită de domnul Țării Românești Matei Basarab și soția sa Elina, în anul 1632, biserica de piatră a mănăstirii fiind construită între 1642-1646 de același Domn și sfințită la 3 aprilie 1646.
Mănăstirea este situată în partea de sud a localității Plătărești din județul Călărași, pe o terasă a râului Dâmbovița, după confluența sa cu râul Colentina, la circa 20 de kilometri sud-est de București și 15 kilometri de Mănăstirea Cernica.
Ansamblul arhitectonic al mănăstirii Plătărești a fost declarat monument istoric în anul 1915, în prezent fiind inclus pe lista monumentelor istorice din județul Călărași din anii 2004 și 2010, ca monument arhitectonic de importanță națională, având codul de clasificare  CL-II-a-A-14710. Ansamblul monahal este format din: Biserica cu hramul „Sfântul Mare Mucenic Mercurie”, Casa Domnească, chilii, construcții anexă și zid de incintă, toate incluse pe lista monumentelor istorice.
Legendele referitoare la începuturile mănăstirii menționează două variante principale. Conform primei variante, mănăstirea a fost ridicată în amintirea unei lupte cu tătarii care îl sprijineau pe Radu Iliaș, la preluarea domniei de către Matei Basarab, în 1632. A doua variantă spune că Matei Basarab a ridicat mănăstirea în amintirea victoriei obținute asupra lui Vasile Lupu la Nenișori în octombrie 1639. Este posibil ca ambele variante să fie adevărate, în sensul că după lupta din 1632 Matei Basarab a înființat mănăstirea, iar după victoria din 1639 a construit biserica de piatră a mănăstirii.
Viața monahală a fost întreruptă de mai multe ori de-a lungul istoriei, mănăstirea căzând succesiv în ruină și fiind refăcută. În anumite perioade, localul actualei mănăstiri a fost transformat de autorități în penitenciar pentru femei sau spital pentru bolnavii de afecțiuni psihice.
Episcopia Sloboziei și Călărașilor a reînființat mănăstirea în anul 2000 ca mănăstire de maici, transformând-o în mănăstire de călugări în anul 2004. Începând cu 1 septembrie 2009, mănăstirea a redevenit mănăstire de maici, statut pe care îl are și în prezent.
Mănăstirea Plătărești are o importantă valoare istorică și de patrimoniu, prin pictura din pronaos și cele patru icoane împărătești și de hram, păstrate în forma lor originală din timpul lui Matei Basarab. Ea este, alături de Mănăstirea Arnota, singura mănăstire ctitorită de Matei Basarab în care s-a mai păstrat pictura murală originală din secolul al XVII-lea.

## Localizare și acces
Localitatea Plătărești  este situată pe drumul județean DJ-301 București-Cernica-Tânganu-Fundeni-Budești-Oltenița, la 20 de kilometri de București și 45 de kilometri de Oltenița. Distanța față de reședința de județ, municipiul Călărași, este de circa 100 de kilometri. La Mănăstirea Plătărești se ajunge pe un drum lateral care se desprinde din DJ-301 în Plătărești, la o intersecție cu o troiță în mijloc, și se oprește după circa 500 de metri la intrarea în mănăstire, situată în partea de sud-vest a localității.
Pe acest traseu mai pot fi vizitate Mănăstirea Cernica, situată la circa 12 kilometri nord-vest și Mănăstirea Negoiești, situată la circa 20 de kilometri sud-est.

## Istoric

### Perioada domniilor pământene (1632-1714)

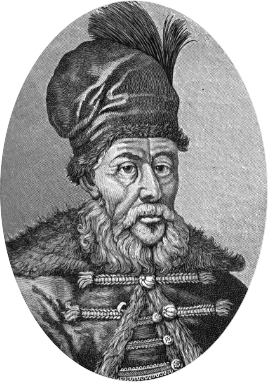
Matei Basarab, ctitorul mănăstirii Plătărești

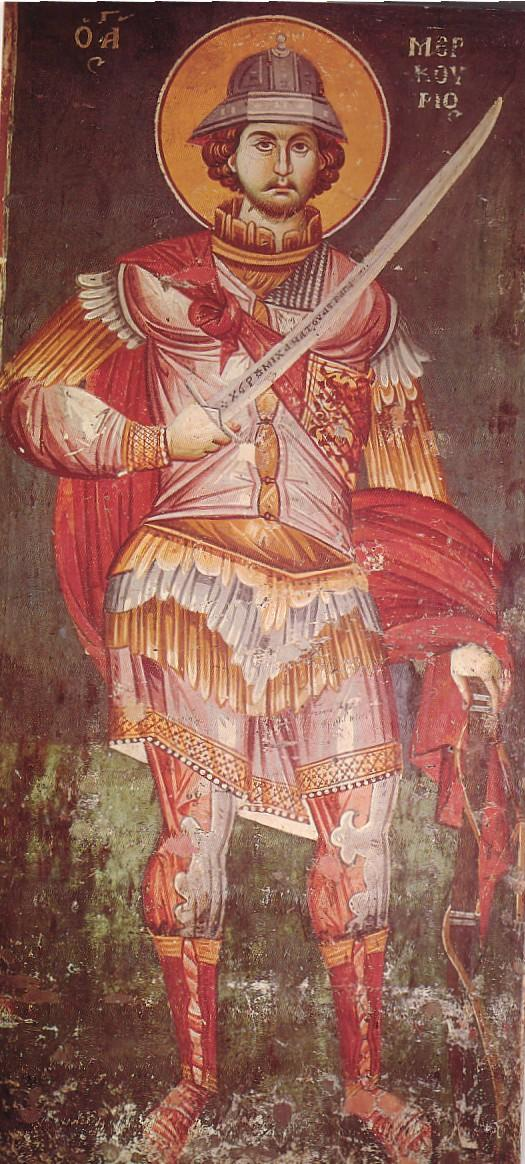
Icoană bizantină a Sfântului Mercurie

Conform tradiției locale, relatată în 1657 de cronicarul Paul de Alep, Matei Basarab a hotărât să ridice mănăstirea, după ce ar fi primit sprijinul sfântului Mercurie în una dintre bătăliile purtate cu Vasile Lupu. 
„Am plecat sâmbătă dimineața și am ajuns la amiază într-o mănăstire măreață, cu hramul Sfântul Mercurie martirul, dintr-o localitate numită Plătărești, refăcută din temelie de răposatul Matei voievod.
Ni s-a spus că într-unul din războaiele sale cu Vasile voievod, purtat în acest loc, el a chemat în sprijinul său rugăciunile martirului care i-a apărut în vis și l-a însoțit cu bărbăție și tărie. În ziua următoare, când s-a trezit din somn, a pus pe goană pe dușmanii săi, cu mare rușine și cu înfrângere, și drept aceea el a ridicat această mănăstire.:p. 233”—Paul de Alep, Călătoria patriarhului Macarie al Antiohiei
Obiceiul de a atribui ca hram nume de sfinți militari era bazat pe credința domnitorilor în puterile divine pe care acești sfinți le aveau ca „purtători de biruință și apărători în războaie”.:p. 136 De altfel, Matei Basarab a mai ales hramuri de sfinți militari, pe lângă sfântul Mercurie de la Plătărești putând fi amintit hramul arhanghelilor Mihail, Gavril și Rafail de la Mănăstirea Brebu.
Primul izvor scris care atestă data de 3 aprilie 1646 ca data certă a sfințirii bisericii mănăstirii, cu hramul „Sfântul Mare Mucenic Mercurie”, este pisania din piatră cioplită de deasupra intrării în pronaos. Aceasta este scrisă în limba română cu caractere chirilice și are următorul text:
„CU BUNĂ VREREA LUI DUMNEZEU RIDICATU-AU ACEASTĂ SÂNTĂ ȘI DUMNEZEIASCĂ MĂNĂSTIRE DIN TEMELIE LUMINATUL DOMN IO MATEI BASARAB VOIEVOD ȘI DOAMNA ELINA ÎNTRU LAUDA SFÂNTULUI SLĂVIT ȘI MARE MUCENIC MERCURIE CA SĂ FIE POMENIT ÎNTRU VECI DE VEACU LA RĂPAOSUL SUFLETELOR, ÎNTRU ODIHNA DREPȚILOR NESFÂRȘITĂ. ISPRAVNIC AU FOST PAN ALBU CLUCERIU; DUPĂ MOARTEA LUI FOST-AU TATĂL LUI PAN MITREA PITARIUL; IGUMEN VASILE, APRILIE 3 VLEAT 7154 (1646), PISAL POP GHEORGHE.:p. 6”—Pisania ctitorii bisericii Mănăstirii Plătărești

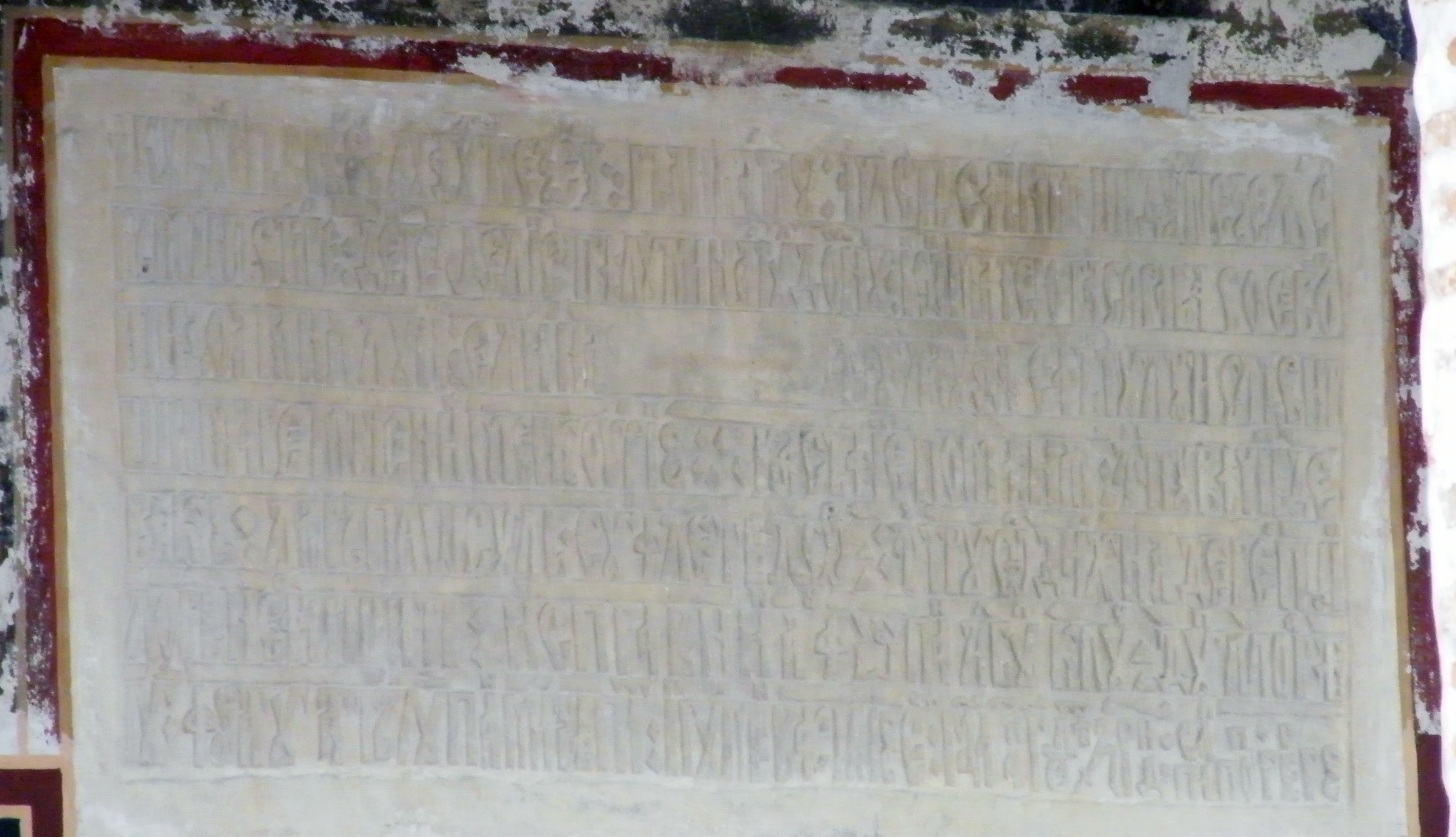
Pisania originală a Mănăstirii Plătărești, 1646

Totuși, mai multe surse consideră că există dovezi că mănăstirea ar fi fost de fapt întemeiată înainte de 1646, foarte probabil după una din luptele cu tătarii care îl sprijineau pe Radu Iliaș, la preluarea domniei de către Matei Basarab, în 1632. După o altă victorie obținută asupra lui Vasile Lupu la Nenișori, în octombrie 1639 Matei Basarab decide să înlocuiască biserica veche a mănăstirii cu o biserică nouă construită din piatră. Această evoluție a faptelor este confirmată în primul rând de Paul de Alep, care afirma că biserica mănăstirii Plătărești „fusese refăcută din temelie de răposatul Matei voievod”, deci existase o biserică mai veche.:p. 233 Mănăstirea este menționată și în hrisovul lui Matei Basarab din 27 noiembrie 1640 (anterior anului 1646), prin care adăuga un număr de încă 10 ctitorii proprii la cele 22 de mănăstiri care nu puteau fi închinate mănăstirilor de la Sfântul Munte sau din Orient, deja menționate printr-un hrisov din 1639.:p. 384:p. 487
În fine, săpăturile arheologice efectuate în anul 1999 cu ocazia pregătirii lucrărilor de restaurare au stabilit că ordinea de construire a clădirilor ansamblului monahal a fost următoarea: casa domnească, clopotnița veche, zidul de incintă, chiliile și ulterior biserica mănăstirii.:p. 7
Mănăstirea avea să capete o zestre considerabilă atât de la ctitor dar și de alți donatori. Pe lângă Matei Basarab și soția sa, Elina, o serie de boieri ca pitarul Mitrea  sau clucerul Albu, călugări și mireni, „cinstiți și socotiți svetnici, dregători și judecători a toată măsura, tocmitorii țării și tuturor boierilor mari sau mici”, au făcut danie Mănăstirii Plătărești moșii, icoane, odoare bisericești, clopote, turme de vite și bani. Matei Basarab a donat, pe lângă moșii și icoanele împărătești, și icoana Sfântului Mercurie, care se păstrează până astăzi. Astfel, printr-un hrisov din 21 mai 1646, dat la Târgoviște, domnitorul își întărea drepturile asupra pământurilor cumpărate pentru mănăstirea Plătărești, arătând că „... și am dat acest hrisov al domniei mele, ca să fie domniei mele ocină și vecini în sat la Plătărești din județul Ilfov, de lângă podul Pitariului, din câmp și din pădure și din apă și din vatra satului și din balta Lebediului și cu vaduri de moară și cu tot venitul de peste tot hotarul, oricât se va alege, din hotar până în hotar”.:pp. 168-186
Delimitarea și stabilirea pe teren a hotarelor noii moșii se va face de o comisie de 12 boieri stabiliți de domnitor care vor consemna hotarele moșiei într-un hrisov din 27 octombrie 1646.
„Adică noi, acești 12 boieri hotarnici carii am fost luați pre răvașă domnești de măriia sa, domnul nostru Io Mateiu Basarab voievod, însă boieri anume [… urmează numele boierilor ...], ca să căutăm și să alegem și să hotărâm și să împietrim toate moșâile carele au cumpărat domnul nostru la mănăstirea măriei sale de la Plătărești, unde este hramul sfântului mare mucenic Mercurie. [… este prezentată delimitarea moșiei ...]
Deci noi, acești 12 boieri, care suntem mai sus scriși, așa am socotit cu ale noastre suflete foarte cu mare dreptate de am pus pietre și hotare pren toate locurile. Și aceste moșii fostu-le-au cumpărat domnul nostru toate cu bani gata. Și au vândut acești oameni ce sunt mai sus-ziși, de alor bunăvoie, fără nici o silă și s-au făcut și zapise de vânzare. Deci am ales și am împietrit și am hotărât cum au fost legea și obiceiul Țării Rumânești.:pp 345-347”—Matei Basarab, Hrisov de înzestrare a Mănăstirii Plătărești

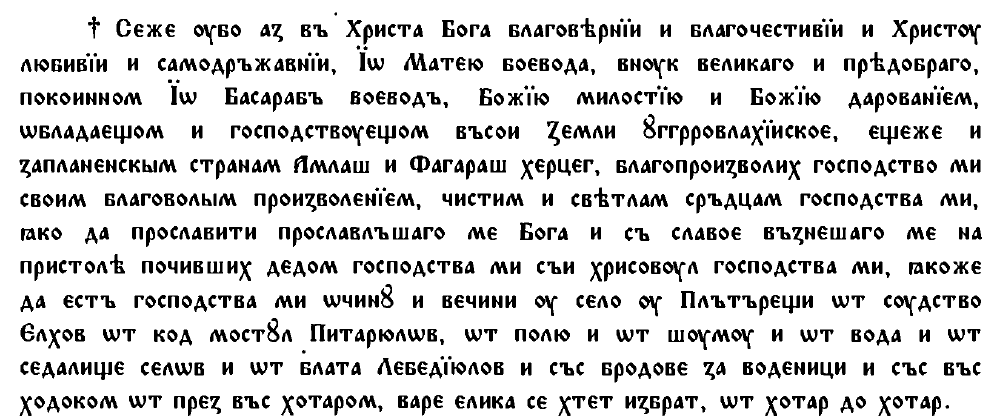
Fragment din hrisovul de ctitor a lui Matei Basarab, de la 1646, cu dania pentru mănăstire

Printr-un alt hrisov din 25 februarie 1652 Matei Basarab sporea averea mănăstirii sale de la Plătărești, întărindu-i moșiile Uscați și Răsciori, precum și moșiile hotărnicite în anul 1647: Mileasca, Tufeanca, Rânzeasca și Plătăreștii de Jos.:p. 50
Matei Basarab nu a ales întâmplător să construiască o mănăstire la Plătărești. Mănăstirea se încadra într-un ingenios sistem defensiv, menit să contribuie la o mai bună apărare a țării și la descurajarea eventualilor agresori potențiali. Deoarece Poarta Otomană nu permitea construirea de cetăți, Matei Basarab a folosit din plin construirea de mănăstiri fortificate, înzestrate cu turnuri și ziduri solide, care pe lângă scopul religios puteau juca la nevoie și un important rol militar. Astfel, o importanță deosebită a acordat zonei de la hotarul cu Moldova unde amenințarea vecinului său Vasile Lupu s-a dovedit a fi un motiv perpetuu de insecuritate, în acest scop fiind construite aici mănăstirile la Brebu și Măxineni.:p.133
Deși a ales drept capitală orașul Târgoviște, mai mic dar mai bine protejat de munți și mai aproape de hotarul cu Transilvania, Matei Basarab a acordat o atenție deosebită apărării orașului București, cel mai important centru economic și comercial al țării, în acest sens construind împrejurul orașului o serie de locașuri de cult înconjurate de ziduri, dispuse pe o rază de 30-40 de kilometri, cum ar fi cele de la Căldărușani, Plătărești, Plumbuita, Mărcuța sau Negoești.
În 1659 domnitorul Mihnea al III-lea se răzvrătește împotriva stăpânirii otomane, dar este înfrânt și nevoit să se retragă în Transilvania unde va și muri. În urma acestui episod, sultanul Mehmed al IV-lea ordonă noului domnitor Gheorghe Ghica să mute capitala la București și să dărâme din temelii reședința domnească din Târgoviște precum și toate mănăstirile fortificate care o înconjurau.:p. 202
Mănăstirea Plătărești avea să cadă pradă și să fie devastată de către o trupă de tătari chemați în ajutor de către Gheorghe Ghica. Letopisețul Cantacuzinesc arată că „turcii și tătarii intrară în țară de o robiră și o prădară foarte rău”, jefuind în această regiune nu numai Bucureștii dar și împrejurimile. Ctitoria lui Matei Basarab de la Plătărești a căzut pradă jafului năvălitorilor, care au luat în robie pe egumen împreună cu hrisoavele lăcașului. „Trei zile și trei nopți, în păduri, vii, strâmtori, sate și locuri întărite, tătarii n-au mai lăsat un fir de iarbă crescând, un cocoș cântător”. Amploarea distrugerilor a fost mare, dar cel mai important fapt este că mănăstirea a scăpat fără a fi incendiată, așa cum a fost cazul cu mănăstirile Tânganu și Frumușani.:pp. 286-288 Repararea stricăciunilor provocate mănăstirii avea să înceapă abia 25 de ani mai târziu, în 1684, în timpul domniei lui Șerban Cantacuzino continuând și în timpul urmașului acestuia Constantin Brâncoveanu.
Până la zidirea în anul 1702 a Palatului de la Mogoșoaia, Constantin Brâncoveanu obișnuia să folosească Mănăstirea Plătărești, alături de Mănăstirea Cotroceni, ca loc de refugiu în caz de primejdie.:p. 214 Brâncoveanu se va refugia pentru prima dată la Plătărești chiar în primul său an de domnie, 1689, când a trebuit să părăsească Bucureștii sub amenințarea oștilor habsburgice conduse de generalul Donat Heissler, intrate în Țara Românească pentru a se lupta cu oștile Imperiului Otoman.:p. 22

### Perioada domniilor fanariote și a Regulamentului Organic (1714-1859)
Odată cu sfârșitul domniei lui Constantin Brâncoveanu se încheie ultima perioadă de prosperitate din istoria Mănăstirii Plătărești. Începutul domniilor fanariote va aduce închinarea mănăstirii către Sfântul Mormânt deși hrisovul din 1640 al ctitorului Matei Basarab, confirmat prin tomosul din 1644 al patriarhului ecumenic Partenie, interzicea în mod expres închinarea Mănăstirii Plătărești sub pedeapsa anatemei și excomunicării.:pp 24-33 Închinarea s-a făcut la o dată care nu este cunoscută cu precizie, cel mai probabil pe timpul domniei lui Nicolae Mavrocordat (1719-1730). Aceasta, ca și alte închinări similare, „au fost făcute prin tomosuri false, date în secret, prin nesocotirea voinței ctitorilor, de către prinți și mitropoliți străini pe care vremurile i-au făcut să parvină la putere în această țară.”:p. 11 Aceasta s-a întâmplat în contextul lipsei hrisoavelor originale ale mănăstirii, luate de tătari la 1659.:p. 257

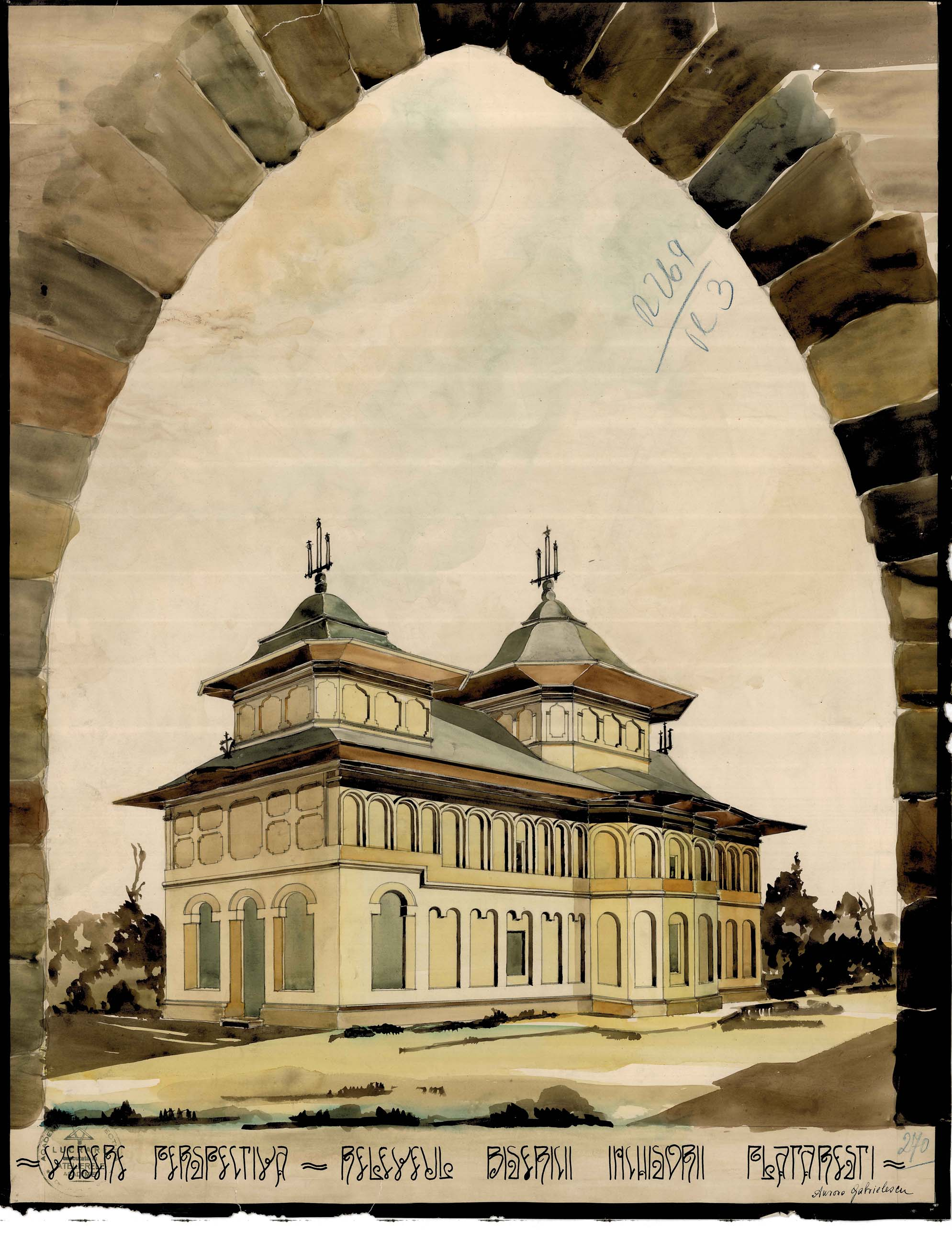
Biserica Sfântul Mercurie cu turlele oarbe, releveu arhitectonic din 1936

Mănăstirea va suferi distrugeri și pierderi semnificative pe timpul diferitelor războaie purtate pe teritoriul țărilor române în secolul XIX. Astfel, Jean-Claude Flachat, un negustor francez, spunea în relatarea călătoriei sale prin Valahia, din 1740, că „la Plătărești și Negoiești a trebuit să mâncăm din proviziile pe care le aveam pregătite, călugării de aici neavând să ne dea decât pâine neagră [...] această țară fiind pustiită de războaiele dese și atacurile tâlharilor”.:p. 259:p. 18
De altfel, în a doua jumătate a secolului XVIII, în mânăstire își  vor stabili sediul diferite comandamente ale trupelor de ocupație austriece și ruse, angajate în luptele cu Imperiul Otoman.
Decăderea mănăstirii sub conducerea egumenilor greci va continua, ea fiind menționată în 1808 în rândul celor mai sărace mănăstiri din țară, cu un venit anual de numai 2000 de lei. Mănăstirea avea biserica afectată profund de cutremurul din 1802 care a provocat prăbușirea celor două turle, era acoperită doar cu șindrilă, cu chiliile în mare parte stricate și având nevoie de mari reparații.:p. 450
În timpul revoluției din 1821 condusă de Tudor Vladimirescu, mănăstirea va fi ocupată de trupele turcești sosite în țară pentru a lupta cu trupele Eteriei conduse de Alexandru Ipsilanti. „... la 15/28 ale lunei mai, pe la prânz, sosește din București doctorul Canelas, aducând scrisori de la bimbașa Sava, care anunța că dușmanul [turcii n.n] a sosit și a așezat tabăra la Plătărești, și se plângea mult împotriva slugerului Tudor, că este de partea turcilor.”:p. 54 La plecare, trupele otomane vor devasta mănăstirea, aducând distrugeri însemnate în special picturii interioare. Biserica mănăstirii va fi reparată parțial în 1832, iar pictura va fi restaurată abia în anii 1970.
Catagrafia Țării Românești din 1823 menționează Mănăstirea Plătărești, arătând că aceasta se află într-o stare de degradare avansată, având prăbușite ambele turle. În anul 1836, mănăstirea intră în subordinea Departamentului Credinței (echivalentul Ministerului Cultelor pe timpul Regulamentului Organic), care a transformat-o în penitenciar destinat femeilor. Mănăstirea funcționează în acest regim timp de 8 ani, până în anul 1844, când mănăstirea împreună cu toată averea sa mobilă și imobilă este transferată către Mitropolia Țării Românești, sub a cărei autoritate a rămas până în anul 1863, când, în urma secularizării averilor mănăstirești, a fost transferată în administrarea statului, funcționând doar ca biserică de parohie pentru satul Plătărești. În compensație pentru averile secularizate, domnitorul Alexandru Ioan Cuza dăruiește mănăstirii două clopote de bronz, care au fost ulterior luate de trupele germane de ocupație, din primul război mondial. În anul 1864 ansamblul mănăstirii este supus unor noi lucrări de reparație destinate transformării sale din nou în penitenciar pentru femei începând cu anul 1866 până în 1924.

### Perioada modernă și contemporană (1859-prezent)
Starea aparentă de degradare,  lipsa de importanță și notabilitate  au contribuit la conservarea valorii de patrimoniu, pe care o are mănăstirea în prezent. O monografie de la începutul secolului XX o prezintă ca o biserică oarecare, nepictată și fără icoane notabile, deși frumoasa pictură medievală era ascunsă sub stratul murdar de var cu care erau spoiți pereții bisericii iar icoanele de hram și împărătești din vremea lui Matei Basarab erau prezente pe aparent modesta catapeteasmă. 
„ În ziua de 21 august anul acesta (1901), am vizitat-o și am privit-o cu deamănuntul. N-are nici un obiect bisericesc de oarecare însemnătate istorică; până la secularizare a fost stăpânită de călugării greci. Nu e nici chiar zugrăvită. Așa a fost sub călugării greci și așa a rămas și până acum. Numai Sfântu Mercurie e zugrăvit ceva mai în urmă în fața ei. În schimb însă, zidăria acestei biserici în grosime cam de un metru, e așa de solidă încât poate rezista viscolelor și furtunilor încă multe veacuri. Nu-i așa mare. Și are forma întocmai ca biserica domnească din Ploieșci, zidită tot de Mateiu Basarab. Poți zice că e zidită de aceeași meșteri.:pp. 52-53”—Preot Marin Drăgănescu, Mănăstirea Plătărești la 1900
În anul 1896 mănăstirea intră sub protecția Comisiunii Monumentelor Istorice. La 2 iulie 1915 este emis Înaltul Decret regal nr. 1719, prin care „toate bisericile și mănăstirile țării, anterioare anului 1834 se declară, în principiu, până la revizuirea și complectarea inventarului general al monumentelor, ca monumente istorice, punându-se sub ocrotirea legii pentru conservarea monumentelor, spre a nu fi dărâmate, refăcute sau reparate fără avizul prealabil al Comisiunii respective.”:p. 14 Ca urmare, în procesul verbal nr. 2 al comisiei se stabilește că „Cu privire la relatațiunile verbale date de dl. G. Balș asupra bisericii fostei mânăstiri Plătărești, - să se declare și această biserică monument istoric, înscriindu-se în inventar.”:p. 20
În timpul Primului Război Mondial, aflându-se în zona de ocupație a Puterilor Centrale, mănăstirea a fost ocupată de trupele bulgare care au transformat-o în depozit de materiale de război (alimente). Trupele bulgare vor produce noi devastări mănăstirii, dintre care cea mai gravă a reprezentat-o arderea întregii arhive și a cărților de cult. Ca urmare, în arhiva mănăstirii nu s-a păstrat nici un document mai vechi în legătură cu istoricul său. Au supraviețuit distrugerii doar 10 Minee cu litere grecești, tipărite la Constantinopol, în 1843, un Triod cu litere grecești tipărit la Veneția în anul 1839, un Penticostar din 1820, o Cazanie, un Tipic, un Octoih și 11 Minee, toate scrise cu litere chirilice, aflate în prezent la Muzeul de Istorie din Slobozia.

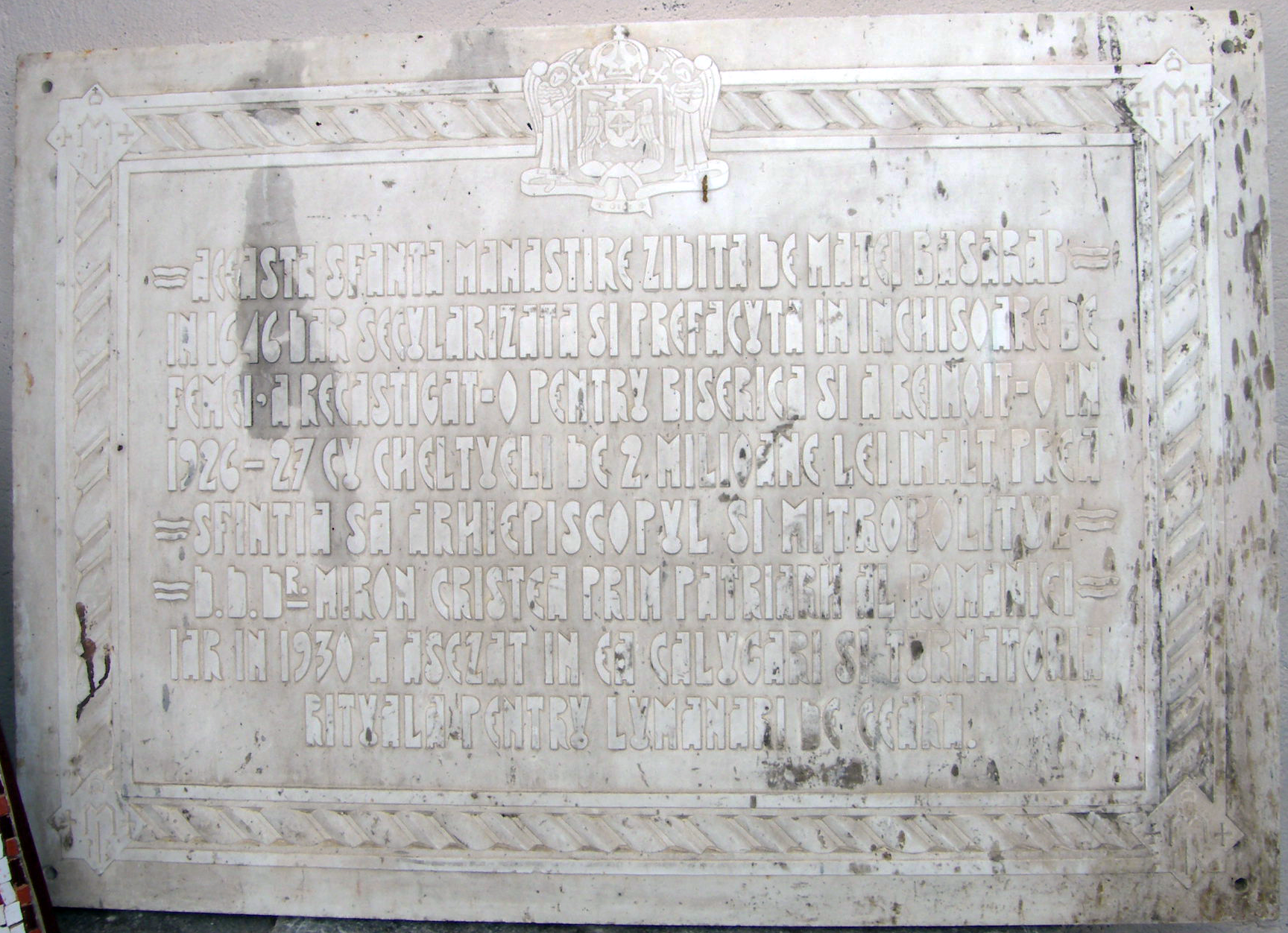
Pisania de la resfințirea din 1930

După Primul Război Mondial, localul mănăstirii a continuat să fie ocupat de închisoarea pentru femei, până în anul 1924 când mănăstirea și patrimoniul său sunt recâștigate pe cale juridică reintrând în compunerea Bisericii Ortodoxe Române. În 1930, patriarhul Miron Cristea decide reînființarea Mănăstirii Plătărești, ca mănăstire de călugări, hotărând totodată să mute aici atelierul de fabricat lumânări al Patriarhiei.
„ACEASTĂ VECHE MĂNĂSTIRE ZIDITĂ DE MATEI BASARAB ÎN 1646 DAR SECULARIZATĂ ȘI PREFĂCUTĂ ÎN ÎNCHISOARE DE FEMEI A RECÂȘTIGAT-O PENTRU BISERICĂ ȘI A REÎNNOIT-O, ÎN 1926-1927, CU CHELTUIELI DE 2 MILIOANE LEI, ÎNALT PREA-SFINȚIA SA ARHIEPISCOPUL ȘI MITROPOLITUL DR. MIRON CRISTEA, PRIM PATRIARH AL ROMÂNIEI, IAR ÎN 1930 A AȘEZAT AICI CĂLUGĂRI ȘI TURNĂTORIA RITUALĂ DE LUMÂNĂRI DE CEARĂ.”—Pisania de la resfințirea bisericii Mănăstirii Plătărești, 1930
Mănăstirea va suferi daune însemnate după cutremurul din 1940. Pentru refacerea bisericii s-au efectuat noi lucrări de reparație și consolidare, între anii 1942-1943, finanțate de stat prin Comisiunea Monumentelor Istorice, cu un deviz inițial de 200.000 lei, majorat ulterior la 440.000 lei.:p. 25
Pentru o scurtă perioadă, între 1948-1950, nou instalatele autorități comuniste au transformat din nou mănăstirea în închisoare, având două secții: una pentru femei deținute din motive politice și alta pentru bărbați, deținuți de drept comun, de fapt tot deținuți politici, cei închiși aici fiind în special reprezentanți ai clasei de mijloc, acuzați de nou-introdusa infracțiune de „deținere de devize și valută”.
Între anii 1950-1960 s-au efectuat lucrări de modernizare în vederea transformării locașului de cult în spital pentru bolnavii suferinzi de afecțiuni psihice, spital care va funcționa până în anul 1996, când a fost mutat în actualul sediu construit în spatele mănăstirii, pe un teren donat de aceasta. Biserica mănăstirii rămâne doar biserică de parohie, fiind delimitată de restul ansamblului printr-un gard din plăci de beton.
În perioada 1960-2000 biserica mănăstirii a funcționat doar ca biserică de enorie pentru parohia Plătărești. La sfârșitul perioadei comuniste, în 1989, mănăstirea ajunsese într-o stare de degradare foarte avansată. Preotul Paul Lepădatu descrie astfel starea în care a găsit mănăstirea, în prima zi a venirii sale la Plătărești, în 1989:
„Când am văzut dezastrul și ruina, primul gând a fost să plec. Ceva însă mă țintuia locului. Simțeam forța spirituală a acestui loc. Încă mai ezitam când am intrat în biserică, dar, văzând zidul prăvălit în dreptul altarului prin care sufla vântul, văzând minunea de catapeteasmă veche de 400 de ani, crăpată și legată cu sârmă, de pe buze mi-a țâșnit revolta și legământul. Cineva trebuia să reînvie spiritul acestui loc, să reaprindă candela rugăciunii.”—Preot Paul Lepădatu, Despre starea Mănăstirii Plătărești în 1989
Starea generală a ansamblului nu se schimbase simțitor nici un deceniu mai târziu, singura realizare notabilă fiind refacerea turlei și revenirea la tencuiala exterioară originală. Într-o descriere din anul 2001 ea este prezentată astfel: „Mănăstirea și tot ce a mai rămas din ea e zăbrelită de grilaje înalte și multe ziduri despărțitoare. E foarte greu să-ți imaginezi ce va fi fost cândva Plătăreștiul. Înfipt în coasta fostei așezări monahale, celebrul spital de nebuni se învecinează trist, sporind sentimentul de paragină, de abandon, de durere mocnită. Fostele chilii sunt în ruină. Curtea rotundă și năpădită de buruieni pare un osuar de ziduri mucegăite, din mijlocul cărora se ridică spre cer, miraculos, plină de lumină si culori, biserica recent restaurată, fără nici un adaos sau ciuntire - întocmai cum a fost ea ctitorită de Matei Basarab.”
Prin decizia Sfântului Sinod al Bisericii Ortodoxe Române nr. 29 din 1 august 2000, se aprobă reînființarea mănăstirii de maici Plătărești, având hramul „Sfântul Mare Mucenic Mercurie”. Prima obște a mănăstirii va fi formată din 3 maici având ca stareță pe monahia Mihaela Dumitrescu, în vârstă de 24 de ani la acel moment (2001), licențiată în drept și doctor în teologie. În anul 2004 mănăstirea este transformată în mănăstire de călugări, cu patru viețuitori. La 1 octombrie 2009, noul Episcop al Sloboziei și Călărașilor, Vincențiu Ploieșteanu, hotărăște ca Mănăstirea Sfinții Voievozi din Slobozia să fie transformată în Paraclis Episcopal, transformându-se totodată din mănăstire de maici în mănăstire de călugări. Ca urmare maicile de la mănăstirea din Slobozia au fost mutate la mănăstirea Plătărești, care redevine mănăstire de maici. În prezent activitatea mănăstirească fiind asigurată de un grup de 7 călugărițe și surori, licențiate în teologie și absolvente ale Seminarului de Teologie, în frunte cu maica stareță,  monahia Varvara Arnăutu, și ieromonahul Casian Țăran.

## Arhitectura

### Elemente de arhitectură specifice

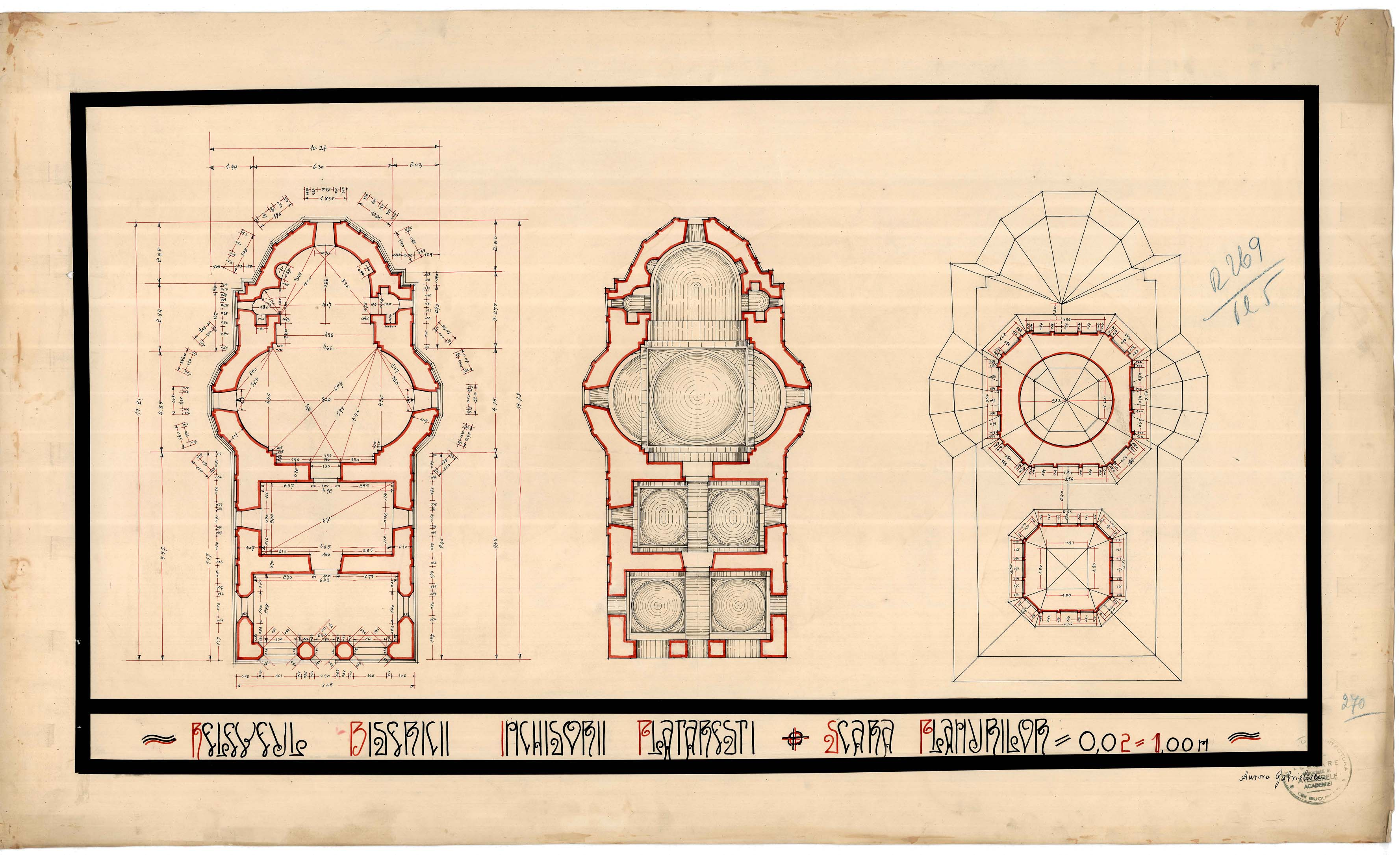
Planul bisericii Sfântul Mercurie

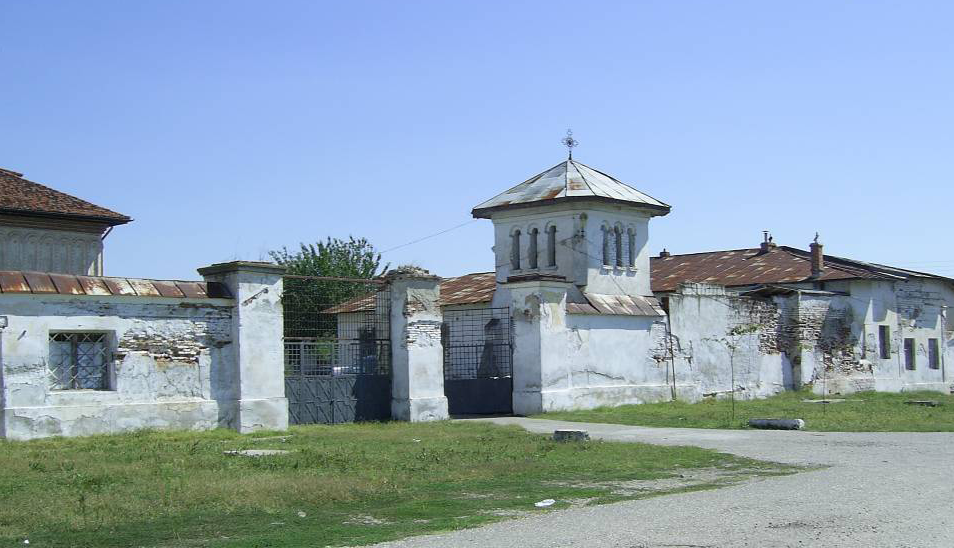
Mănăstirea Plătărești înainte de renovare, în 2010 - aspect exterior

Mănăstirea Plătărești se încadrează în liniile generale ale arhitecturii bisericești specifice epocii lui Matei Basarab. Diaconul Paul de Alep o caracteriza astfel: „Arhitectura mănăstirilor sale, ca aproape a tuturor celor din țară, este uniformä”.:p. 233
Specifice pentru această epocă au fost: folosirea în egală măsură a planurilor dreptunghiular și trilobat; turn-clopotniță pe pronaos; despărțirea naosului de pronaos printr-un zid cu deschidere; împărțirea fațadelor în două registre printr-un brâu, registrele fiind decorate cu panouri și arcaturi realizate din ciubuce. Alți istorici de artă susțin că, începând din această epocă, zidul care despărțea în mod tradițional naosul de pronaos a fost desființat, în locul lui apărând stâlpii care unifică în realitate spațiul bisericii.:p. 110
Ansamblul arhitectonic al Mănăstirii Plătărești este alcătuit dintr-o incintă de formă dreptunghiulară, având în mijloc biserica de plan triconc, cu hramul „Sfântul Mare Mucenic Mercurie”. În colțul de nord-vest al incintei este situată Casa Domnească, o clădire dreptunghiulară având în subsol o pivniță sprijinită pe un pilon central, iar pe mijlocul laturii vestice a incintei se află turnul clopotniță (adăugat la începutul secolului XX). Pe trei din laturile incintei sunt situate mai multe corpuri de clădiri (chilii), realizate în diferite perioade istorice. Pe latura de vest incinta este închisă cu zid de piatră datând din perioada construcției ansamblului (1640-1646).

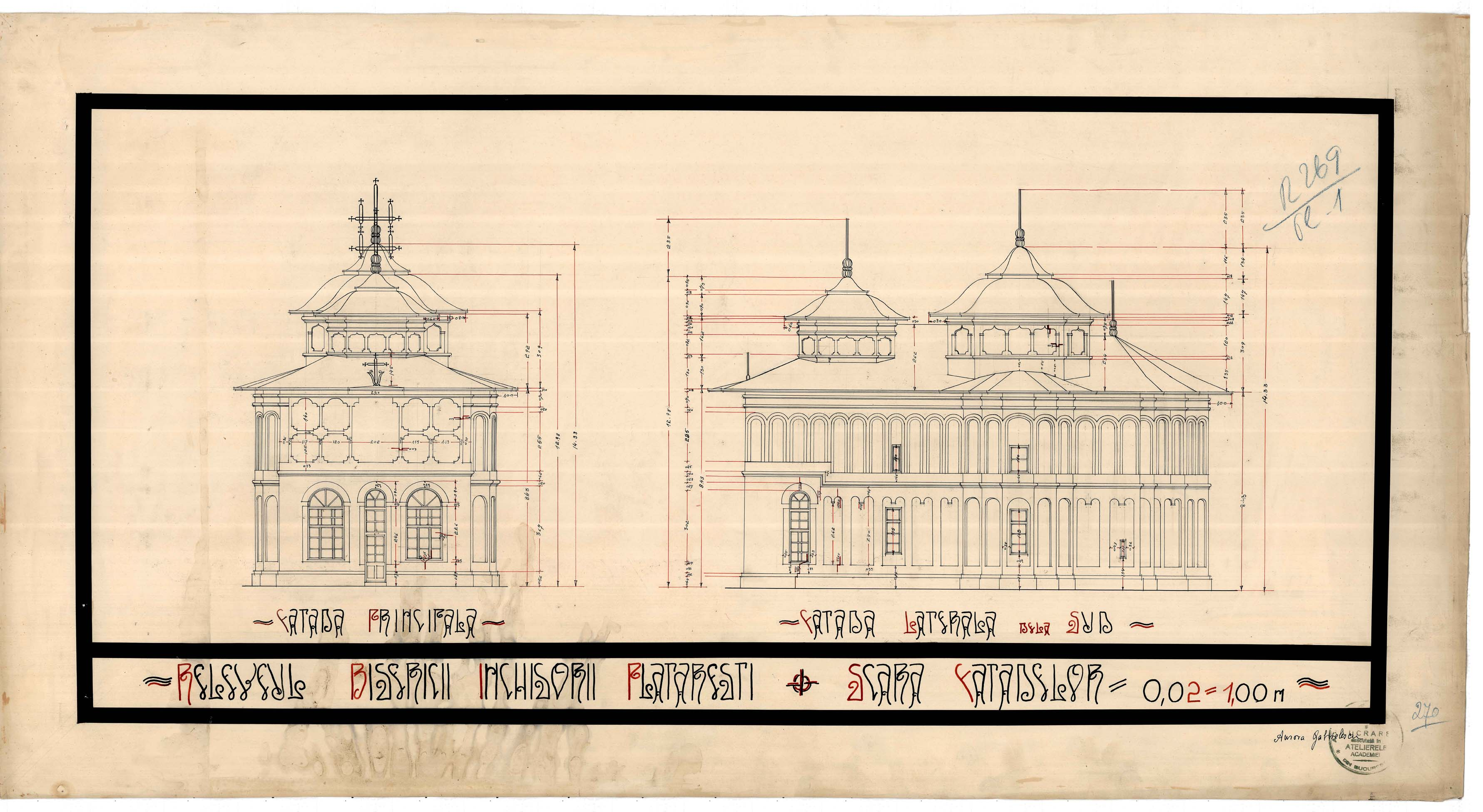
Biserica mănăstirii, releveu arhitectonic, 1936

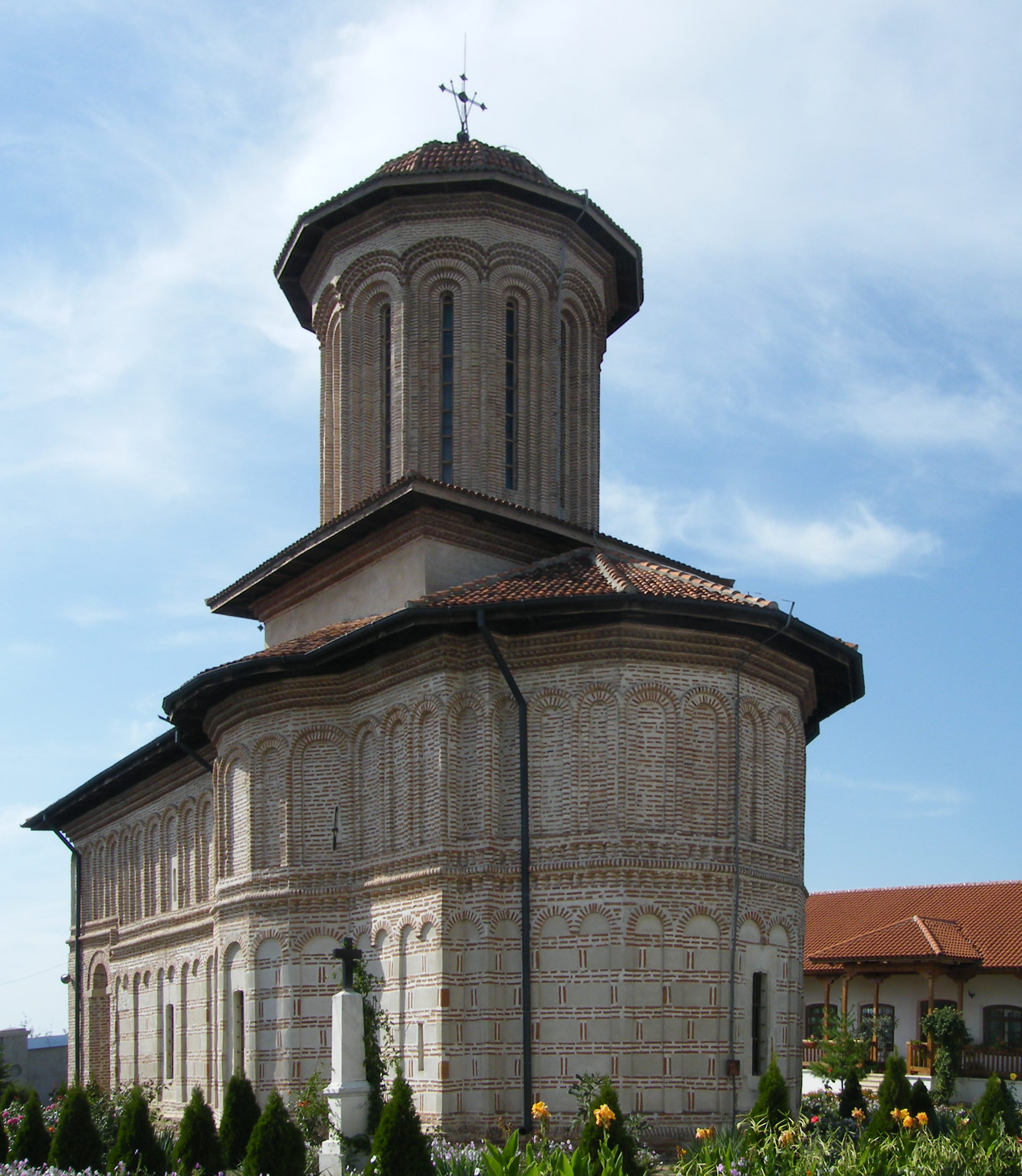
Biserica mănăstirii - vedere din spate

Biserica mănăstirii este realizată pe un plan cu influență sârbească, care urmează, prin proporții și compoziția volumelor, tradiția bizantină. Biserica din Plătărești se înscrie astfel într-o cuprinzătoare categorie de ctitorii ale lui Matei Basarab construite în acest stil, cum ar fi: Arnota (1633), Brebu (1650) sau Gura Motrului (1653). Trăsătura comună cea mai semnificativă a acestor biserici este reprezentată de împărțirea pronaosului în două secțiuni, prin intermediul unui arc de boltă longitudinal. Majoritatea acestora au sau au avut două turle gemene pe pronaos, ceea ce nu este exclus să fi fost cazul și la Plătărești, cel puțin în proiectul inițial. De asemenea, aceste biserici au naosul construit după un plan treflat și cu o turlă deasupra sa. Pronaosul bisericii este de formă dreptunghiulară, având la intrare un pridvor, adăugat într-o etapă ulterioară construcției bisericii (cel mai probabil în timpul lucrărilor de refacere a mănăstirii din 1684, în perioada domniei lui Constantin Brâncoveanu.
Biserica a fost construită temeinic, cu ziduri din cărămidă cu o grosime medie de circa un metru iar astfel lăcașul a supraviețuit  devastărilor și cutremurelor suferite de-a lungul vremii. Dimensiunile generale ale bisericii sunt 19,7 metri lungime și 10,2 metri lățime la nivelul absidelor naosului. Distrugerile și devastările au afectat profund ansamblul arhitectonic, iar reparațiile și restaurările efectuate sporadic în decursul timpului nu au respectat planurile originale, modificând și știrbind din măreția de odinioară a mănăstirii. Abia începând cu reparațiile din anii 1931-1932, arhitectul Ștefan Balș a cerut imperativ ca lucrările efectuate să urmărească cât mai fidel planurile originale ale mănăstirii.:p. 177

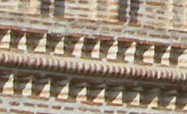
Biserica mănăstirii, decorațiuni exterioare - Brâu
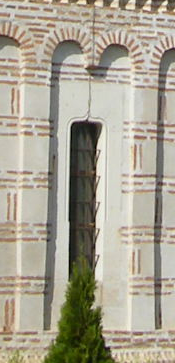
Biserica mănăstirii, decorațiuni exterioare - Fereastră
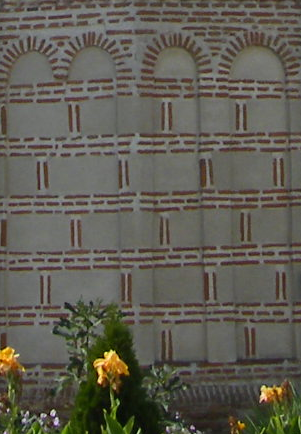
Biserica mănăstirii, decorațiuni exterioare - registrul inferior
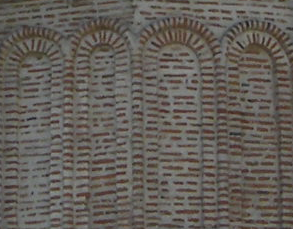
Biserica mănăstirii, decorațiuni exterioare - registrul superior
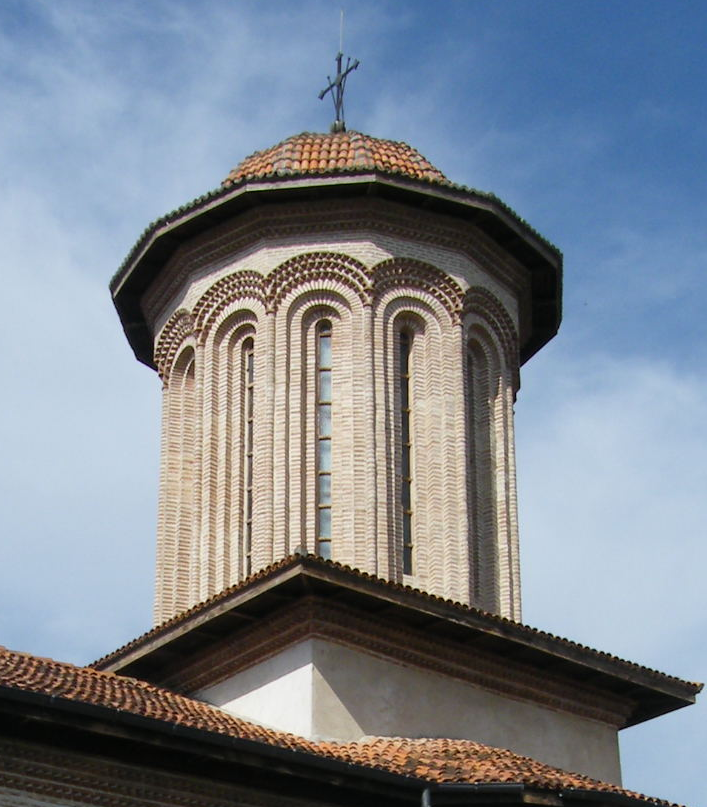
Biserica mănăstirii, decorațiuni exterioare - Turla
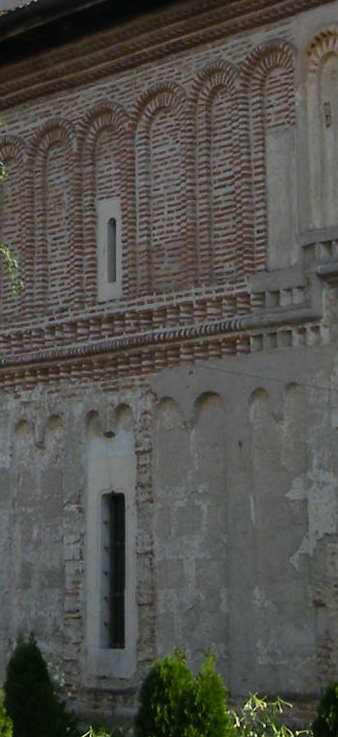
Biserica mănăstirii, decorațiuni exterioare - aspecte din timpul restaurării

### Cercetare arheologică și restaurare
În anul 1985, Ministerul Culturii a inițiat demersurile pentru întocmirea primului studiul istoric și primului proiect științific de restaurare a bisericii, desemnând pentru executarea acestor lucrări un colectiv de istorici și arhitecți condus de arhitectul Mihai Opreanu. Punerea în practică a proiectului de restaurare s-a efectuat în perioada 1991-1997. Prin proiect sunt desființate cele două turnuri oarbe de pe naos și pronaos, construite pe timpul restaurărilor anterioare în locul celor distruse de cutremurul din 1802, revenindu-se la o singură turlă centrală, specifică stilului celorlalte biserici din epoca lui Matei Basarab. Tot cu această ocazie au fost executate lucrări de consolidare și au fost îndepărtate straturile de tencuială exterioară, biserica revenind la aspectul exterior inițial, cu ziduri având decorații de cărămidă aparentă. Tot acum, a fost restaurată pictura din pronaos și catapeteasma, pictura din naos, altar și pridvor provenind din epoci mai recente și neavând o valoare istorică deosebită.

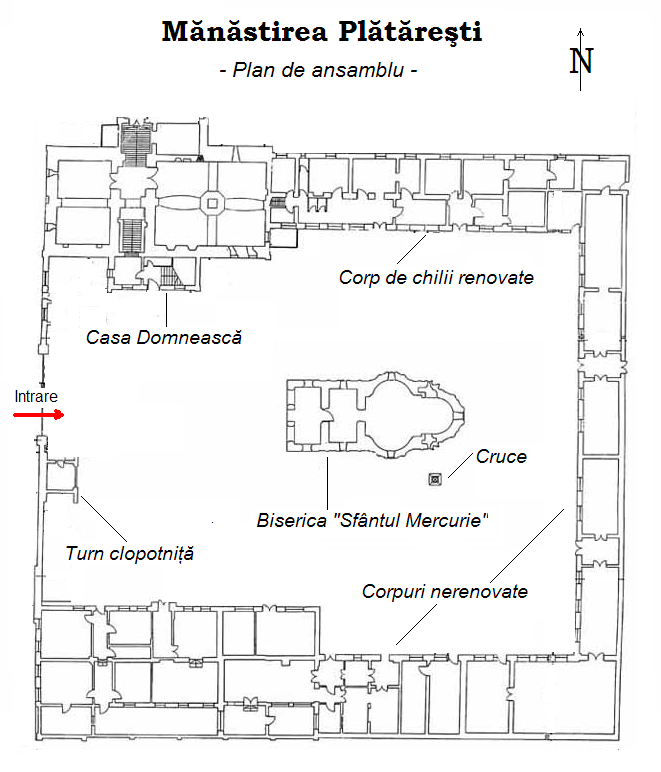
Mănăstirea Plătărești - plan de ansamblu

În perioada iunie-iulie 1999, în cadrul proiectului de restaurare a complexului, realizat la comanda Oficiului Național pentru Protecția Monumentelor, au fost executate o serie de săpături arheologice exploratorii, pe baza planurilor stabilite de proiectantul general, arhitect Mihai Opreanu. Săpăturile au avut obiective limitate și au vizat:
- Casa Domnească situată pe latura de nord a incintei – evoluția clădirii, structura și adâncimile de fundare, evoluția nivelului de călcare, relația cu corpurile de chilii;
- identificarea locului fostei clopotnițe pe latura de vest a incintei;
- corpurile de clădiri de pe laturile de sud, est și nord.[43]

Pe parcursul cercetărilor arheologice din anul 1999 au fost descoperite 16 morminte de călugări, datând din diferite epoci, înmormântați după tipicul monahal, cu capul așezat pe o cărămidă.
După finalizarea descărcării de sarcină arheologică, au fost începute demersurile pentru aprobarea restaurării corpurilor de chilii și pentru finalizarea retrocedării terenurilor care au aparținut mănăstirii. Restaurarea începe abia în anul 2007 cu corpul de nord, al doilea ca valoare istorică după Casa Domnească, care a fost finalizat până la sfârșitul anului 2008, servind ca locuință maicilor mănăstirii începând cu anul 2009.
În perioada 2011-2013 s-au executat ample lucrări de restaurare și amenajare interioară și exterioară, în valoare de peste 120.000 lei, finanțate în special de Consiliul Județean Călărași și Ministerul Culturii (lucrări de hidroizolații interioare și exterioare, schimbare a instalațiilor interioare, înlocuire a pardoselii din biserică, refacere a zidului de incintă, etc.). Lucrările au fost finalizate în luna aprilie 2013, când biserica mănăstirii a fost resfințită de episcopul Sloboziei și Călărașilor, preasfințitul Vincențiu, însoțit de un sobor de preoți.

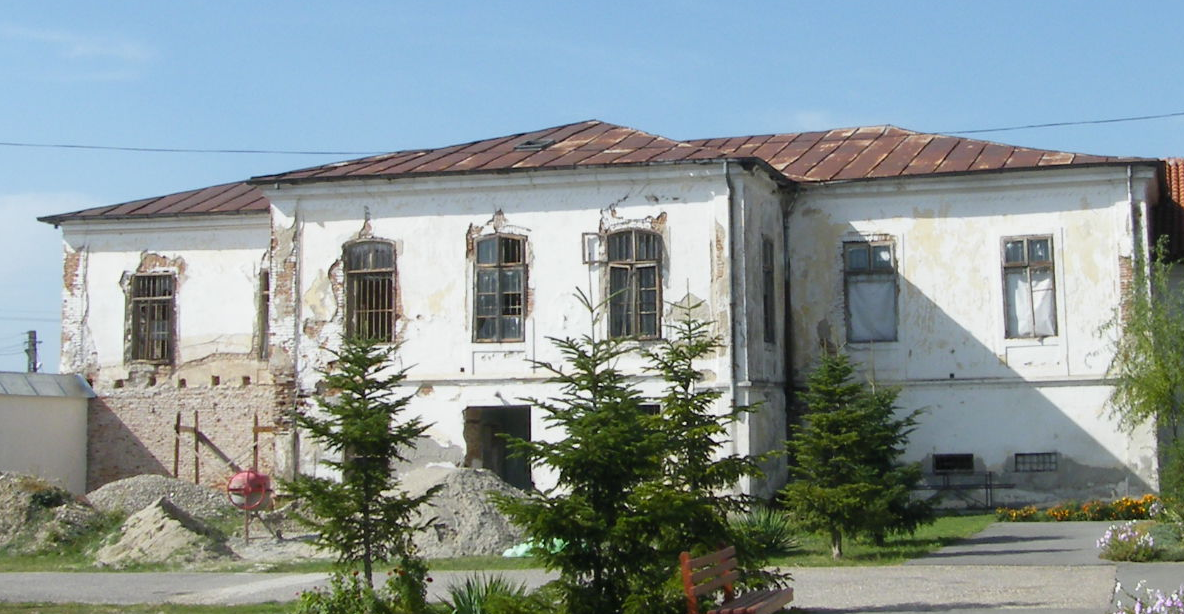
Casa Domnească
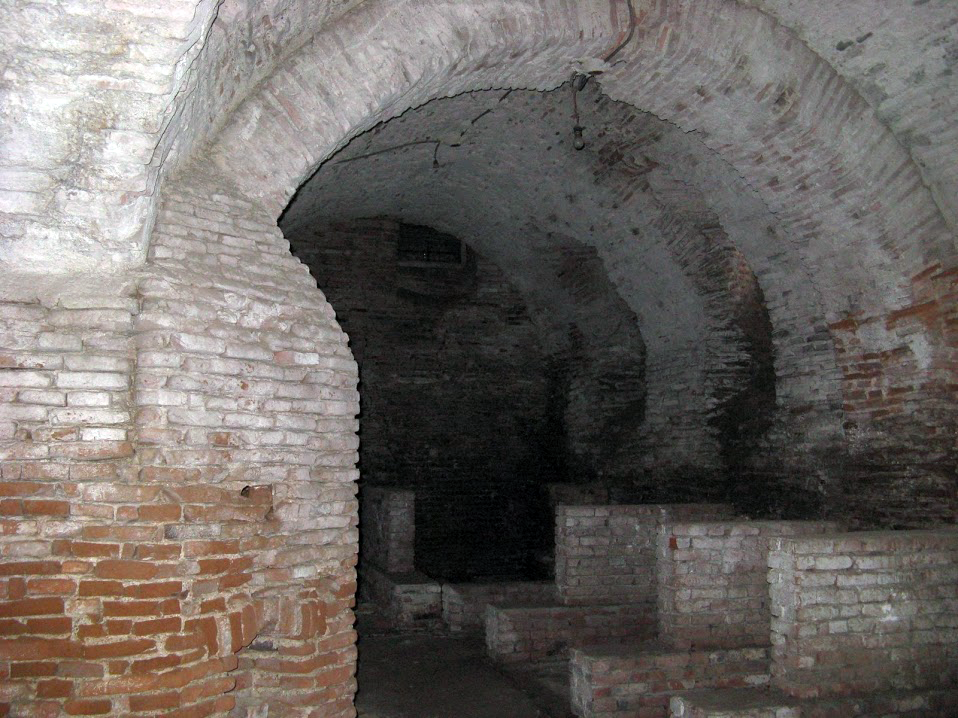
Pivniţa Casei Domnești
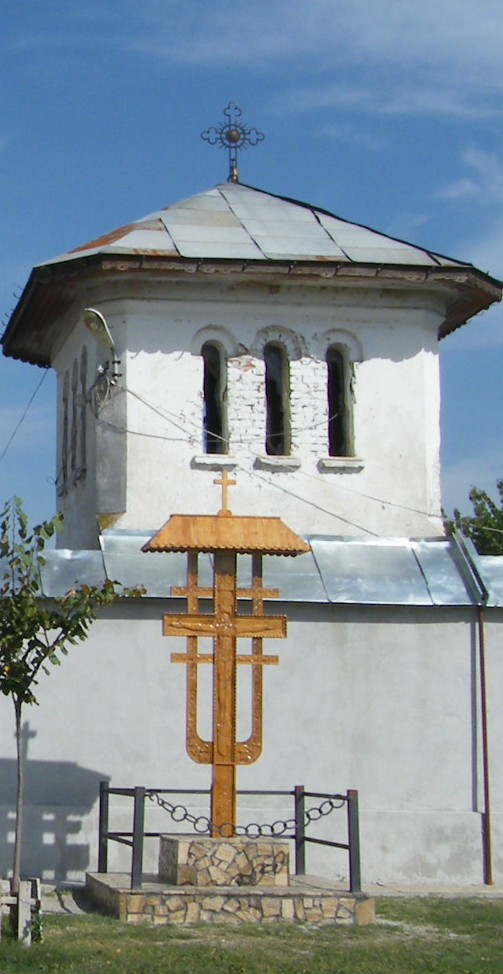
Turnul clopotniță
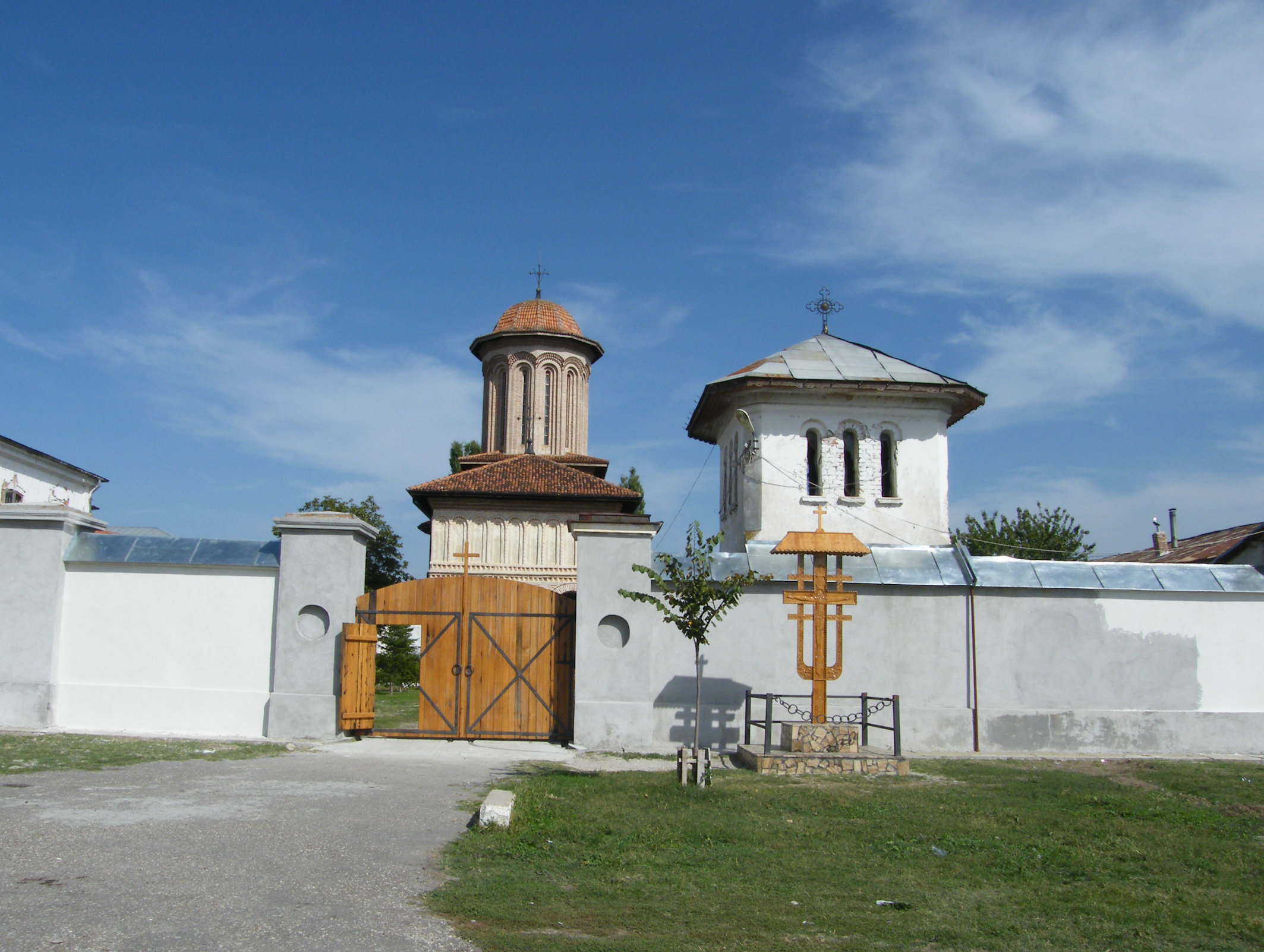
Zidul de incintă cu porțile refăcute și troița ridicată la poartă (2013)

## Pictura și iconografia
Pictura interioară a bisericii Mănăstirii Plătărești a fost executată între anii 1646-1649 de o echipă de pictori-zugravi străini, „familiarizați cu tehnica și procedeele artistice de sorginte occidentală, pe care le aplică iconografiei tradiționale, pictori aparținând cel mai probabil mediilor artistice rusești”. Acest fapt rezultă și din scrisoarea pe care Matei Basarab o trimite țarului Mihail I al Rusiei la 20 februarie 1644, prin intermediul arhimandritului Grigore de la mănăstirea athonită Sfântul Pantelimon, prin care cerea țarului „să poruncească pictorilor săi aleși să ajute pe cuviosul arhimandrit să îndeplinească cele cerute de noi, adică sfânta artă a zugravilor de icoane”. Sfințirea picturii în anul 1649 este consemnată pe un filacteriu (casetă cu text) dispus alături de portretul din pronaos al primului egumen al mănăstirii, Vasile. Pictura originală  s-a păstrat până în prezent numai în pronaos, celelalte componente ale bisericii fiind repictate în anul 1990, în tempera, lucrările fiind însă de un slab nivel tehnic și artistic. Pictura din pronaos a fost restaurată în anul 1972 în cadrul unui program finanțat de Direcția Monumentelor Istorice, de pictorița Olga Greceanu, artistă renumită pentru grija acordată păstrării în cele mai mici detalii a picturii originale.
Trebuie menționat faptul că biserica mănăstirii Plătărești este, alături de mănăstirea Arnota, singura ctitorie a lui Matei Basarab care mai păstrează pictura originală (fragmente mai mici de pictură s-au mai păstrat și în biserica fostei mănăstiri de la Negoești).

### Pictura din pronaos

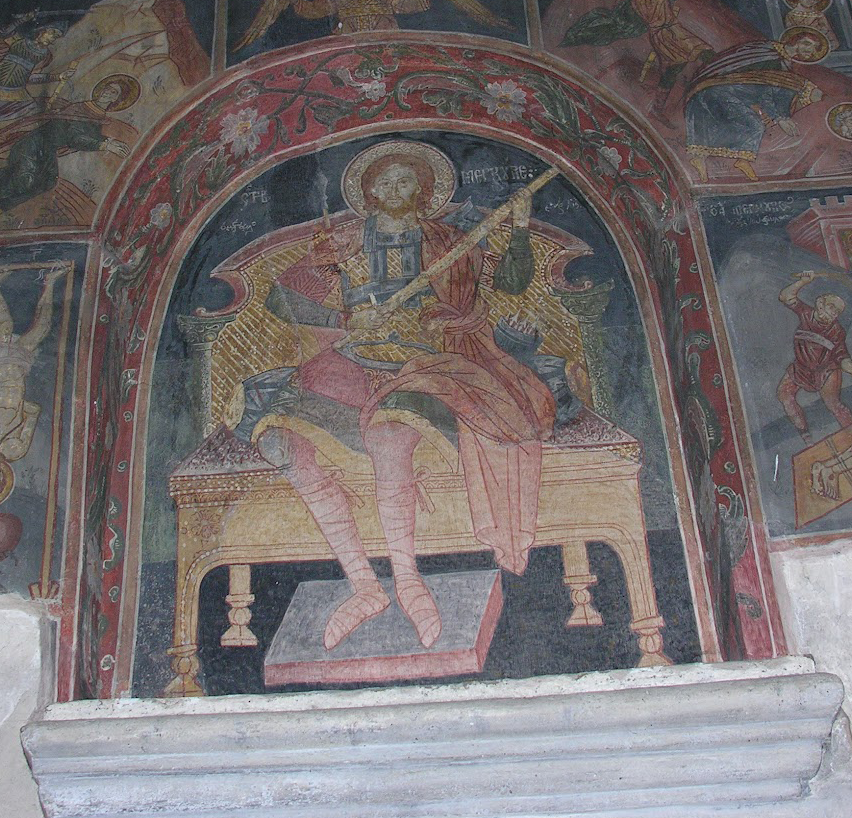
Sfântul Mercurie, pictură din pronaos

Pictura originală din 1649, executată în tehnica „frescă” utilizând pigmenți vegetali solubili în apă, se mai păstrează în prezent numai în pronaos. Pictura din pronaos este compusă din două ansambluri principale:
- tabloul votiv cu imaginile ctitorilor lăcașului, dispus în registrul inferior;
- un ansamblu de scene descriind viața și martiriul patronului spiritual, Sfântului Mare Mucenic, dispus în registrul superior.[30]:p.91

Ușa de la intrarea în pronaos împarte tabloul ctitoricesc pictat aici în două părți: la stânga și pe peretele de nord sunt pictați o serie de membri ai familiei lui Matei Basarab: jupân Barbu și jupânița Calia – fratele și sora domnitorului, jupân Vâlsan – un văr al domnitorului, jupânița Stanca – probabil o nepoată de vară a lui Matei Basarab, având lângă ea pe jupân Stancu – unul dintre fiii domnitorului, mort în copilărie. La dreapta și pe peretele de sud sunt reprezentați ctitorii din afara familiei domnitoare: jupân Albu Cluceru și tatăl său Mitrea Pitarul, peretele de sud fiind ocupat de portretul primului egumen, Vasile, ținând în mână un filacteriu care menționează contribuția sa la ridicarea bisericii și finalizarea pictării acesteia în 1649.
Biserica Mănăstirii Plătărești, împreună cu biserica din Dobreni, sunt singurele ctitorii ale lui Matei Basarab din care lipsește tabloul votiv al domnitorului-ctitor și al soției sale. Pictura inițială a inclus acest tablou, care a fost înlocuit în prima parte a secolului XVIII cu o scenă liturgică, de către călugării greci care au preluat mănăstirea printr-un hrisov de închinare fraudulos emis de domnitorul fanariot Nicolae Mavrocordat. În încercarea de a-și justifica raptul și profitând de lipsa hrisoavelor originale ale mănăstirii furate de tătari la 1659, aceștia au încercat astfel să șteargă orice urmă care ar fi legat mănăstirea de adevăratul ei ctitor.:p. 257
În dreapta ușii de intrare în naos, pictura este distrusă în primul registru de jos, astfel încât nu se poate vedea în întregime friza cu sfinții pictați în picioare. Inscripțiile care însoțesc tablourile ctitorilor cuprind numele și rangul fiecăruia, fiind scrise în limba română, cu caractere chirilice.:p.91
În registrul median sunt reprezentate scene din viața Sfântului Mercurie. Tabloul central, decorat cu un frumos ornament vegetal, îl reprezintă pe Sfântul Mercurie în ținuta militară a armatei romane, stând pe un scaun și ținând o sabie în mână. Scenele, cu inscripții în limba greacă, rezumând subiectul respectivului tablou sunt grupate în două secțiuni: cea din stânga cuprinzând patimile sfântului, iar cea din dreapta cuprinzând aducerea sa în fața împăratului roman Decius, judecarea și decapitarea sa.
În registrele superioare sunt prezentate scene din viața Mântuitorului Iisus Hristos. Deasupra panoului cu Sfântul Mare Mucenic Mercurie, într-un spațiu mic, este pictat arhanghelul Mihail. Alte scene reprezentate sunt uciderea în temniță a Sfântului Dimitrie și decapitarea Sfântului Nestor, ucenicul său, precum și scena sfâșierii de către lei a sfinților Pafnutie și Ignatie.
Picturile care s-au conservat cel mai bine sunt cele situate în colțul de nord-est, ele prezentând tăierea capului Sfântului Apostol Pavel, răstignirea Sfântului Apostol Petru, decapitarea a două mucenițe necunoscute și ridicarea la cer a Sfântului Ilie.
Portretele sfinților în picioare au numele scris în limba slavonă, iar dedesubt sunt explicații în limba greacă.

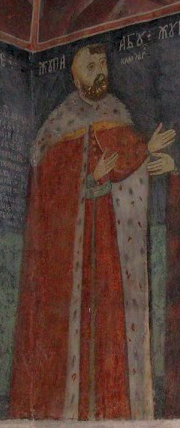
Jupân Albu Clucerul
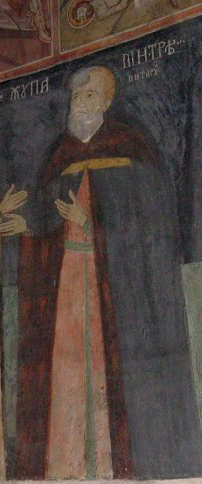
Jupân Mitrea Pitarul
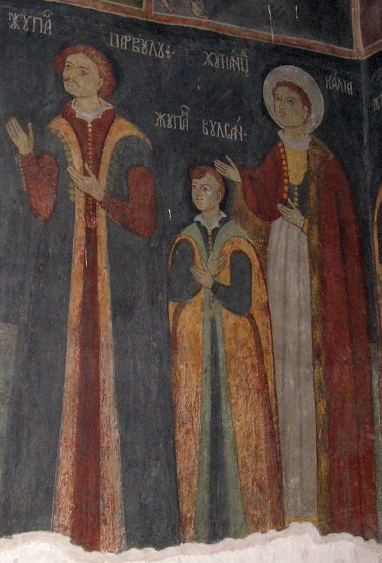
Jupân Barbu, jupân Vâlsan și jupânița Calia
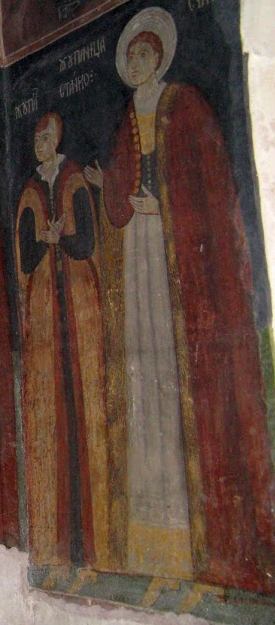
Jupâneasa Stanca

### Catapeteasma și icoanele

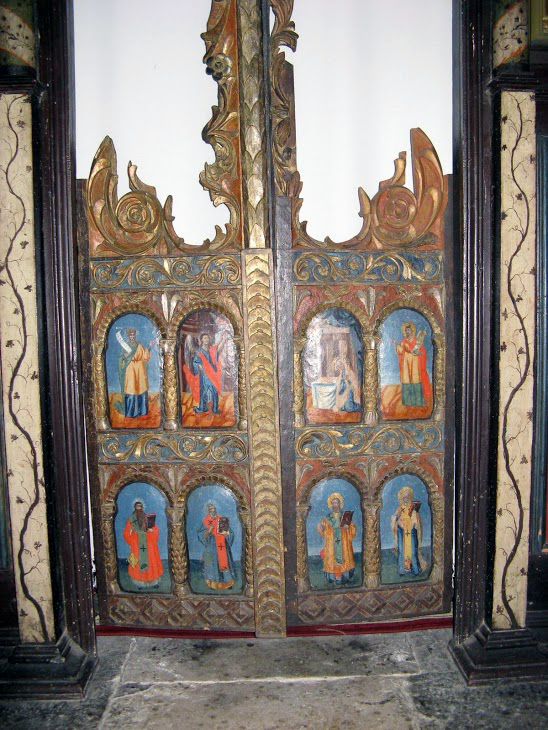
Ușile împărătești din epoca lui Matei Basarab

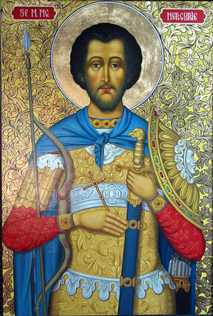
Icoana sfântului Mercurie, danie a domnitorului Matei Basarab, de la 1646

Catapeteasma bisericii mănăstirii, bogat ornamentată cu motive vegetale, include un set de patru icoane de hram, de dimensiuni mari, precum și ușile împărătești, toate donație a domnitorului Matei Basarab și a doamnei Elina. Cele patru icoane dăruite de familia domnitoare îi reprezintă pe: Domnul Iisus Hristos, Maica Domnului cu Pruncul, Sfântul Mare Mucenic Mercurie și Sfântul Mare Mucenic Dimitrie. Icoanele sunt doar pictate, fără ornamente și ferecături de aur sau argint, fiind protejate în prezent de rame de sticlă. Icoanele au fost cel mai probabil pictate tot de zugravul rus Grigorie, cel care a realizat și pictura murală a bisericii.
De o deosebită valoare artistică, unicat în România, este icoana de hram, gravată în aur, a Sfântului Mare Mucenic Mercurie. Icoana este categorisită în rândul icoanelor făcătoare de minuni, conform canoanelor Bisericii Ortodoxe Române.

### Pictura din naos, altar și pridvor
Pictura din naos și altar a suferit distrugeri importante în urma prăbușirii turlelor la cutremurul din 1802, dar mai ales datorită devastărilor făcute de trupele otomane, staționate în incinta mănăstirii pe timpul revoluției din 1821. Pe timpul reparațiilor din 1832, stratul de tencuială cuprinzând pictura originală a fost îndepărtat, fiind aplicat un nou strat de tencuială de frescă, destinat unei repictări a bisericii. Din cauza succesiunii evenimentelor viitoare, biserica a rămas în această stare, până în 1990. Atunci au fost repictate integral naosul și altarul, în tehnica „tempera”. Noua pictură respectă stilul celei originale, din timpul lui Matei Basarab, dar materialele utilizate pentru realizarea sa au fost de slabă calitate, ceea ce a condus la apariția de exfolieri ale picturii în anumite zone.

## Viață monahală și pelerinaj

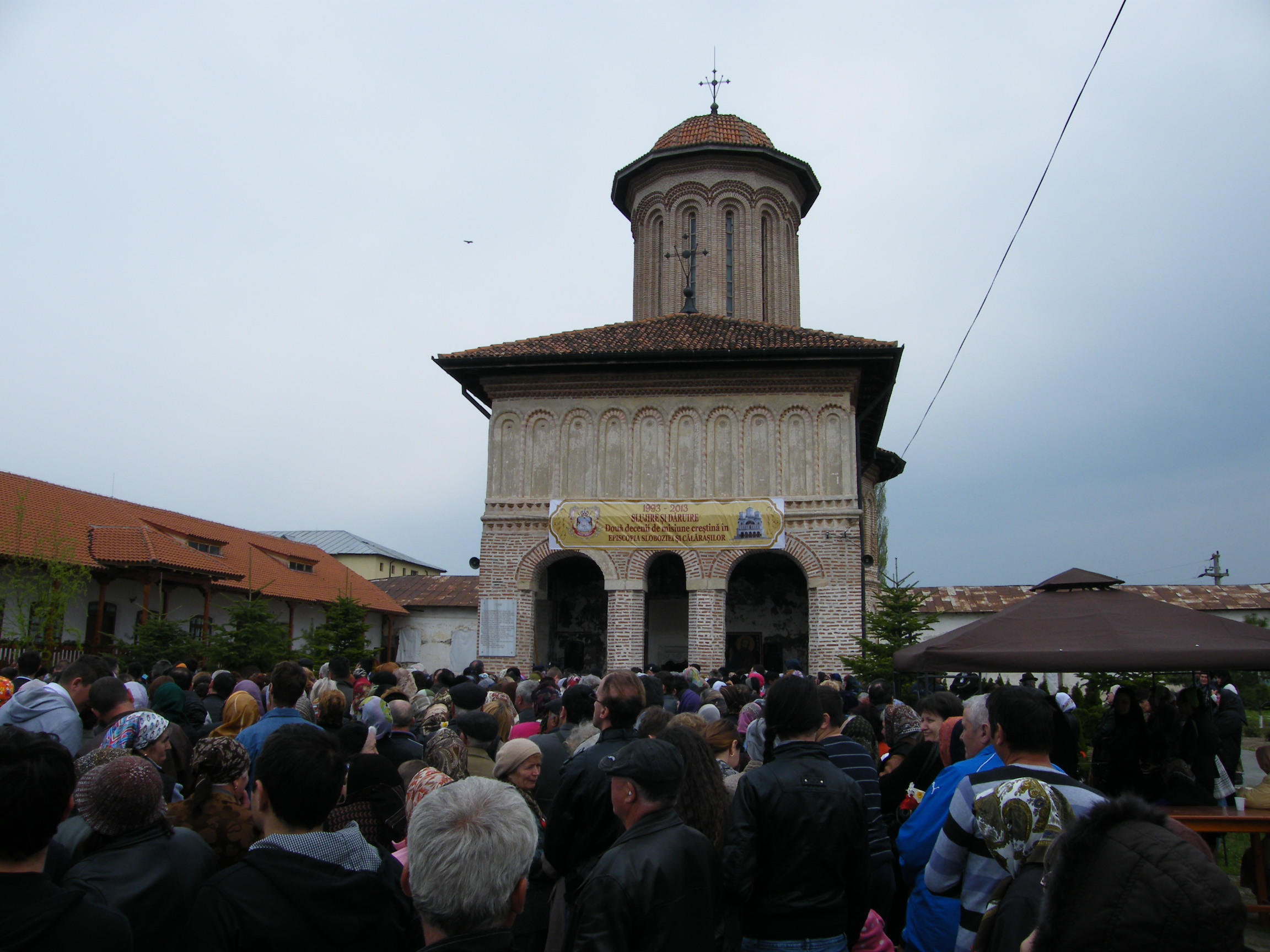
Pelerinaj la resfințirea bisericii Mănăstirii Plătărești, în aprilie 2013

Mănăstirea Plătărești este o mănăstire eparhială ținând de chiriarhul locului, Arhiepiscopul Sloboziei și Călărașilor. În mănăstire se desfășoară viață de obște, slujbele fiind săvârșite de viețuitoarele mănăstirii și de preotul slujitor, după rânduiala călugărească: cele 7 Laude zilnic și Sfânta Liturghie, în 5 zile din săptămână. Mănăstirea are 7 maici (în 2013) sub conducerea maicii starețe, stavrofora Varvara Arnăutu.
Biserica servește și ca biserică de parohie pentru parohia Plătărești, fiind inițiate demersurile pentru construcția unei biserici parohiale separate.
Pelerinajele se organizează în special cu ocazia celor două sărbători de hram: Sfântul Mare Mucenic Mercurie, la 25 noiembrie și Sfântul Mare Prooroc Ilie Tesviteanul, la 20 iulie. În prezent mănăstirea nu dispune de posibilități de cazare. Mănăstirea se află în apropiere de Mănăstirea Cernica, la aproximativ 15 kilometri, pe drumul spre Oltenița. Se poate ajunge aici cu transportul în comun, din București, sau cu trenul.

## Penitenciar și spital de boli psihice

### Penitenciar pentru femei
După intrarea în vigoare a Regulamentului Organic în Muntenia, în anul 1831, în conformitate cu art. 117 al acestuia este înființată Vornicia Temnițelor. În anul următor, această nou creată instituție a elaborat primul „Regulament al temnițelor”, având ca scop crearea unui cadru legal modern pentru regimul de detenție. Regulamentul prevedea existența de locuri de detenție separate pentru femei și bărbați. Cum acestea nu existau la acel moment, s-a stipulat ca femeile pedepsite pe timp limitat sau pe viață să execute pedepsele în mănăstiri, sub supravegherea Vorniciei Temnițelor și pe cheltuiala statului. Prima mănăstire folosită în acest scop a fost Arnota. În perioada  1836 - 1844, închisoarea pentru femei a Țării Românești a fost mutată la Mănăstirea Plătărești.:p. 12

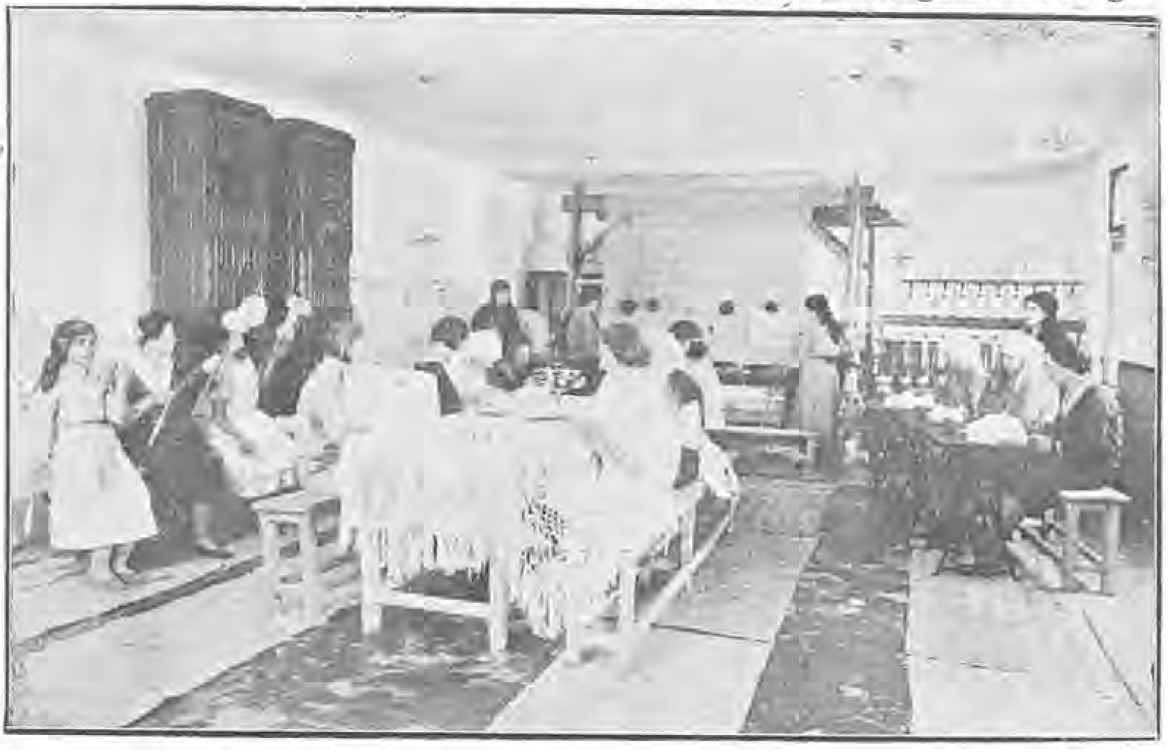
Imagine a atelierului de produse textile

Prin Decretul nr. 630 din 11 august 1862 al domnitorului Alexandru Ioan Cuza erau aprobate pentru prima dată organizarea sistemului penitenciar și „Regulamentul pentru organizarea serviciului stabilimentelor penitenciare și de binefaceri” din România. Acesta prevedea printre altele existența unor închisori de recluziune pentru femei, pentru toate categoriile de pedepse.
În 1866 Mănăstirea Plătărești devine din nou închisoare pentru femei, regim pe care îl va avea până în 1924, cu o scurtă perioadă de întrerupere între 1915-1918.:p. 41
În cadrul său funcționa un atelier de pânzărie, țesătorie și cusături.:p. 28
În atelier lucrau între 80-100 de femei deținute. Atelierul putea procesa până la 10.000 de kilograme de bumbac pe an, realizând în totalitate pânza necesară pentru confecționarea lenjeriei și îmbrăcămintei utilizate în sistemul penitenciar. În plus, atelierul mai executa comenzi pentru armată, alte instituții de stat sau firme private.
Aici au fost realizate țesăturile prezentate în cadrul pavilionului României la Expoziția Universală de la Paris, din anul 1900.:pp. 174-175
În urma declarării Mănăstirii Plătărești ca monument istoric în anul 1915 și în vederea unei eventuale restaurări a sa, a fost luată decizia mutării închisorii pentru femei la Mănăstirea Văcărești, unde va funcționa până la izbucnirea războiului în anul 1916. Închisoarea a revenit la Plătărești în anul 1918, continuând să funcționeze aici până în 1924, când este mutată la Mislea.:p. 41
După Primul Război Mondial, printre deținutele de la Plătărești s-au numărat și o serie de deținute pe motive politice, în special membre sau simpatizante ale Partidului Comunist Român și organizațiilor aflate sub controlul sau influența sa. Acest lucru va atrage o reacție virulentă a cercurilor comuniste internaționale. Astfel, deținutele comuniste de la Plătărești primeau de 8 martie 1923 o scrisoare de îmbărbătare de la muncitoarele din Bodaibo, orășel din regiunea minieră Irkutsk din Uniunea Sovietică,:p. 337 iar un deputat comunist din parlamentul francez cerea respingerea unui ajutor de 100 de milioane de franci pentru România, din cauza persecuțiilor la care guvernul român îi supunea pe deținuții politici români, exemplificând cu cazul „martiriului femeilor încarcerate în închisoarea de la Plătărești”.
Universul concentraționar al închisorii Plătărești a fost subiectul romanului popular Din fundul ocnelor (închisoarea de femei de la Plătărești), scris de Panait Macri în 1904.

### Spital de boli psihice
În 1952 mănăstirea a fost transformată în spital destinat bolnavilor cu afecțiuni psihice, fiind unul din locurile unde erau trimiși pentru „tratament”, cei care aveau o atitudine ostilă față de noul regim comunist. În anul 1966 apare Decretul nr. 770 prin care sunt interzise avorturile. Acest fapt a avut drept  consecință „o creștere a nașterilor de copii «nesănătoși» ca urmare a avorturilor ilegale și a acelor oribile chinuri la care se supuneau femeile înainte și în timpul sarcinii”. Câțiva ani mai târziu situația devenise deja stringentă, astfel încât prin 1974-1975, pentru a fi ascunsă cât mai bine această problemă, autoritățile decid să fie construite cămine-mamut, în afara orașelor. Una dintre locațiile alese pentru găzduirea copiilor cu afecțiuni psihice a fost spitalul aflat în localul fostei mănăstiri de la Plătărești.
Situația în care statul român îi ținea pe acești copii defavorizați avea să fie scoasă la iveală imediat după revoluția din 1989 de către jurnaliștii străini și organizațiile de caritate, cel mai mediatizat caz fiind cel al copiilor cu afecțiuni psihice din spitalul de la Plătărești. Un articol apărut în The New York Times descria astfel situația de la Plătărești: „Într-o singură cameră sunt ținuți 25 de copii care se târăsc în urină și propriile dejecții, câte doi într-un țarc de sârmă, fără nici o jucărie. Este o singură îngrijitoare pentru 20 de copii, dar aceste îngrijitoare nu au nici o pregătire de specialitate”. În urma acestor relatări a rezultat o mobilizare largă a organizațiilor internaționale de profil, care au acționat pentru a ajuta la remedierea situației.:p. 38
Spitalul și-a încetat existența în primii ani după revoluție, clădirile fiind returnate Patriarhiei Române, iar biserica mănăstirii Plătărești devenind biserică de parohie.

## Controverse, neclarități și incertitudini

### Originea denumirii toponimului Plătărești
Majoritatea surselor contemporane (în special cele din mediul online) afirmă că numele mănăstirii Plătărești ar proveni de la numele primului egumen grec al mănăstirii: „Plastara” sau „Platara”. Probabil că toate aceste surse se bazează pe informațiile cuprinse într-un articol din Ziarul Lumina, oficiosul Patriarhiei Române, apărut în 2008, în care se face referire la o relatare a „... unuia dintre puținii monahi ai sfântului lăcaș, părintele Rafail, care ne povestește că denumirea localității Plătărești, implicit a lăcașului de cult cunoscut drept Mănăstirea Plătărești, provine de la un grec, Platara, primul egumen al acesteia”.
Acest fapt este mai degrabă o legendă, deoarece toponimul Plătărești este întâlnit cu mult înainte de întemeierea mănăstirii. Astfel, într-un hrisov din 5 iulie 1589 a lui Mihnea Turcitul este menționat că „...întărește lui Filip mare armaș și socrului său Udriște ban, satul Afumați și jumătate din Plătărești”.:pp. 417-419 Într-un alt hrisov, din 15 aprilie 1631 a lui Leon Tomșa este menționat un „...Udriște postelnic din Plătărești”.:p. 363 De altfel, chiar articolul din Ziarul Lumina din anul 2008 pare a se contrazice singur atunci când afirmă câteva paragrafe mai departe că în pronaos întâlnim „tablourile votive care înfățișează pe domnitorul ctitor, [...], precum și chipul primului egumen, Vasile.”
Cea mai plauzibilă explicație pare a fi cea oferită de lingvistul și filologul Alexandru Philippide care afirmă că toponimul Plătărești face parte din moștenirea lingvistică de origine „tracă și iliro-panonă”, derivând din cuvântul ilir „Plator” cu variantele „Plature” sau „Platore” (Plator este și numele unui rege ilir).

### Închinarea Mănăstirii Plătărești la Sfântul Mormânt
Închinarea Mănăstirii Plătărești către Sfântul Mormânt s-a făcut la o dată care nu este cunoscută cu precizie, cel mai probabil pe timpul domniei lui Nicolae Mavrocordat (1719-1730), printr-un mecanism pe care l-a folosit și în alte cazuri. Nicolae Mavrocordat s-a folosit de diferite abuzuri, falsuri și tertipuri pentru a pune mâna pe averile unora dintre cele mai bogate mănăstiri românești. Astfel sub pretextul că sunt „mănăstiri domnești” (sintagmă interpretată ca aparținând domnului) va lua averile mănăstirilor Tânganu și Drăgănești și le va da noii sale ctitorii Mănăstirea Văcărești, închinată Sfântului Mormânt.:p. 54
„A înstrăina mănăstirile țării de-a dreptul, nu-i prea venea neted lui Nicolae Mavrocordat, care făcuse astfel cu mânăstirile Mărgineni, Crășani și Banul, dar opunerea mitropolitului Antim, a spătarului Radu Golescu, Grigore Băleanu, Barbu Merișanu, Bărcănescu și mulți alții l-a făcut să-și schimbe procedura.:pp 47-48”—Ioan Brezoianu, Mănăstirile zise închinate și călugării străini

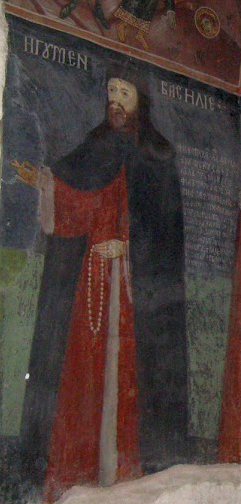
Vasile, primul egumen, pictură din pronaos

Astfel, el va numi epitropi la mănăstirile vizate, care „se îndatorează să trimită ajutoare la Sfântul Mormânt, fără nici o scădere chiar când anii vor fi răi și veniturile mânăstirii nu vor ajunge”.:p. 47 Prin aceste procedee, mănăstirile românești deveneau închinate, de facto, contrar voinței ctitorilor și anatemei patriarhale din 1641.:pp. 11-33

### Primul stareț al Mănăstirii Plătărești
Diferitele surse disponibile în prezent menționează ca prim stareț al Mănăstirii Plătărești trei nume de călugări: Platara (grec), Nichifor (grec) și Vasile (român). Varianta Platara (Plastaras) este folosită frecvent de sursele online, fără a preciza sursa primară pe care se bazează, fiind cel mai probabil o preluare necritică a unei legende.
(vezi secțiunea despre originea toponimului Plătărești).
Varianta Nichifor o găsim menționată de o singură sursă, pe site-ul oficial al protopopiatului Oltenița, de asemenea fără a preciza sursa primară. În lipsa altor surse concordante, varianta trebuie tratată cu rezerve.
Cea mai credibilă variantă este Vasile, acesta fiind menționat pe pisania din 1646, fiind totodată pictat și în tabloul votiv din pronaos, realizat în 1649.:p. 6

## Clasificare monument istoric
În conformitate cu prevederile legale în vigoare privind clasificarea monumentelor istorice, Mănăstirea Plătărești este declarată monument de arhitectură de importanță națională, format dintr-un ansamblu și cinci monumente individuale, toate având același nivel de clasificare.:pp. 868-869
| Cod LMI            | Denumire                    | Localitate                        | Adresă                                            | Datare                                                    | Coordonate                                    | Imagine                                          |
| ------------------ | --------------------------- | --------------------------------- | ------------------------------------------------- | --------------------------------------------------------- | --------------------------------------------- | ------------------------------------------------ |
| CL-II-a-A-14710    | Mănăstirea Plătărești       | sat Plătărești; comuna Plătărești | în sudul satului Plătărești, Tarla 16, Parcela 28 | 1646, reparații: 1684, 1730, 1777, 1832, 1865, 1943, 2013 | 44°21′05″N 26°21′43″E / 44.35139°N 26.36194°E | Clic pentru mai multe imagini cu CL-II-a-A-14710 |
| CL-II-m-A-14710.01 | Biserica „Sfântul Mercurie” | sat Plătărești; comuna Plătărești | în sudul satului Plătărești, Tarla 16, Parcela 28 | 1646, reparații: 1684, 1730, 1777, 1832, 1865, 1943, 2013 | 44°21′05″N 26°21′43″E / 44.35139°N 26.36194°E |                                                  |
| CL-II-m-A-14710.02 | Casă domnească              | sat Plătărești; comuna Plătărești | în sudul satului Plătărești, Tarla 16, Parcela 28 | 1646, reparații: 1777, 1865                               | 44°21′05″N 26°21′43″E / 44.35139°N 26.36194°E |                                                  |
| CL-II-m-A-14710.03 | Chilii                      | sat Plătărești; comuna Plătărești | în sudul satului Plătărești, Tarla 16, Parcela 28 | 1646, reparații: 1777, 1865, 2009                         | 44°21′05″N 26°21′43″E / 44.35139°N 26.36194°E |                                                  |
| CL-II-m-A-14710.04 | Construcții anexe           | sat Plătărești; comuna Plătărești | în sudul satului Plătărești, Tarla 16, Parcela 28 | 1646, reparații: 1777, 1865, 1943                         | 44°21′05″N 26°21′43″E / 44.35139°N 26.36194°E |                                                  |
| CL-II-m-A-14710.05 | Zid de incintă              | sat Plătărești; comuna Plătărești | în sudul satului Plătărești, Tarla 16, Parcela 28 | 1646, reparații: 1777, 1865, 1943, 2013                   | 44°21′05″N 26°21′43″E / 44.35139°N 26.36194°E |                                                  |

## Galerie

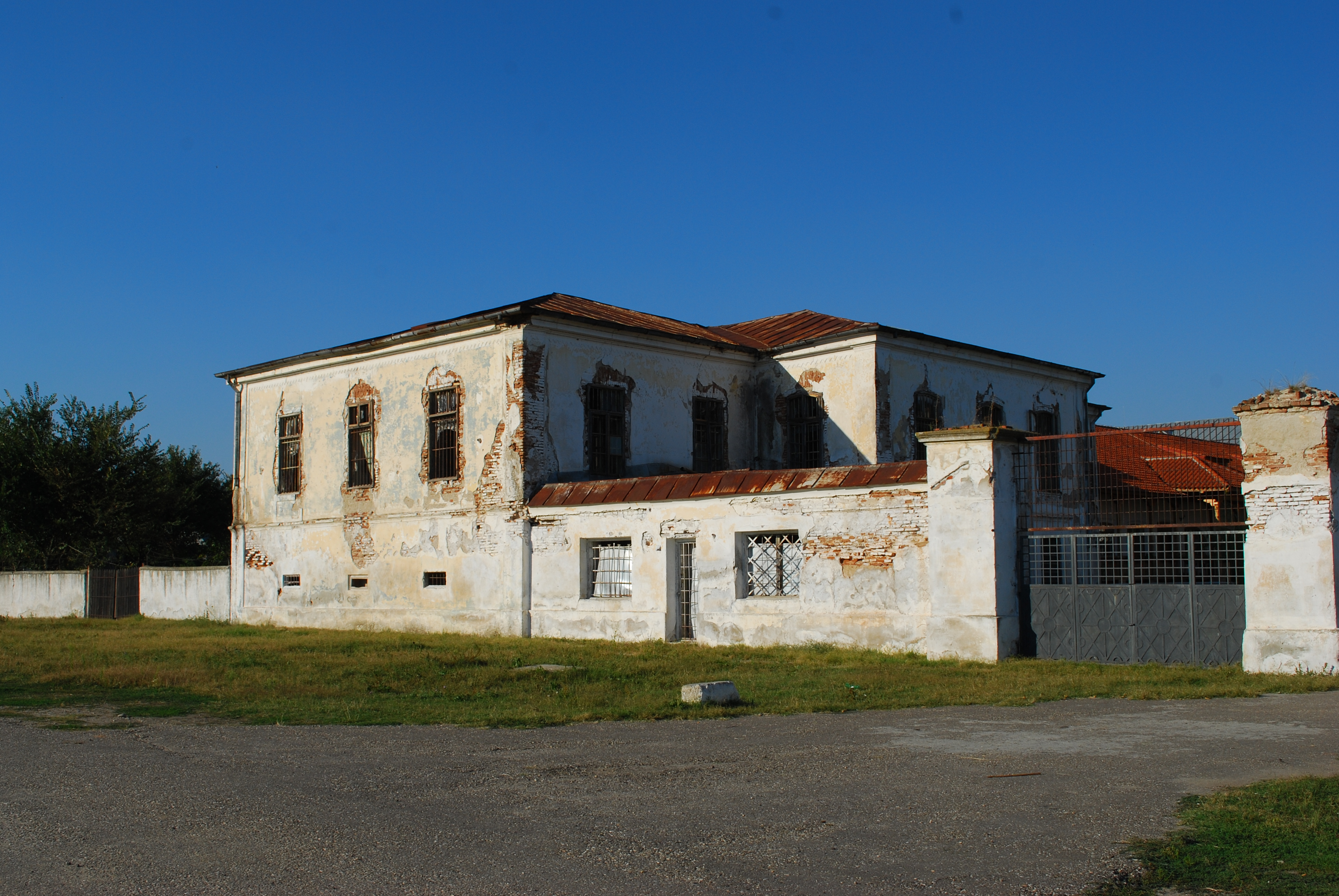
Casa Domnească și zidul de incintă înainte de restaurare
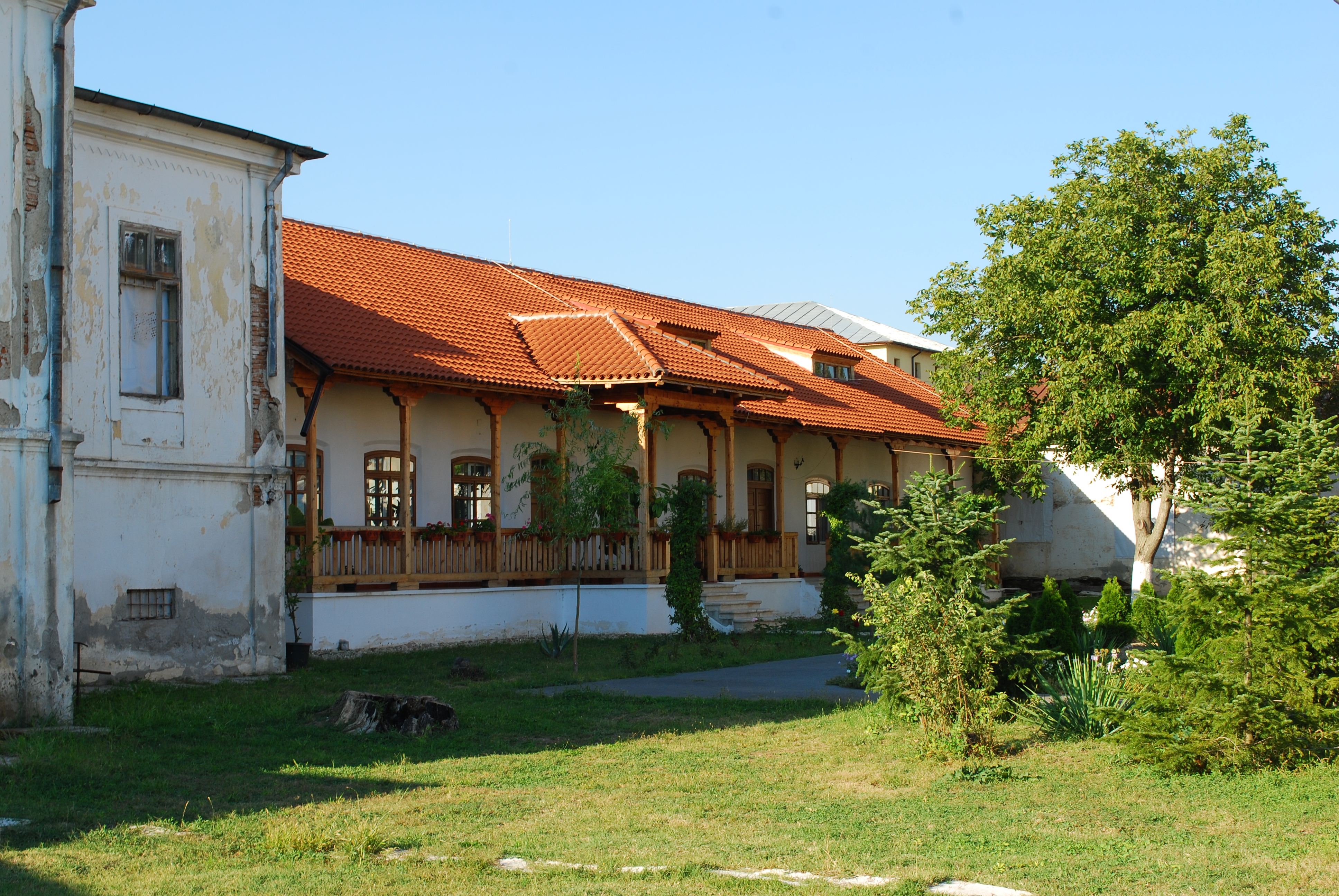
Mănăstirea Plătăreşti - chiliile
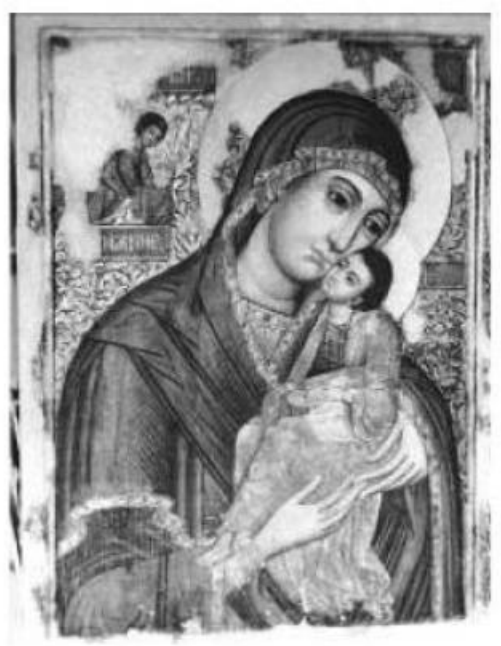
Icoana Maicii Domnului
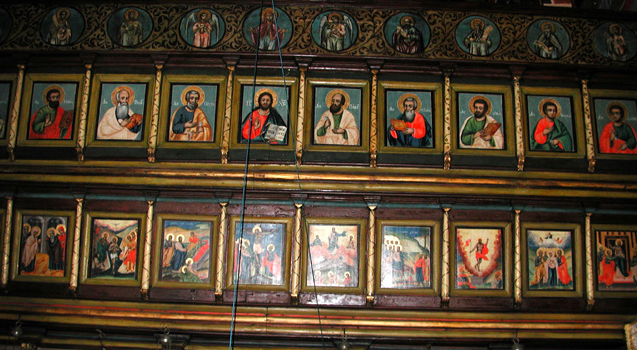
Icoane din catapeteasmă
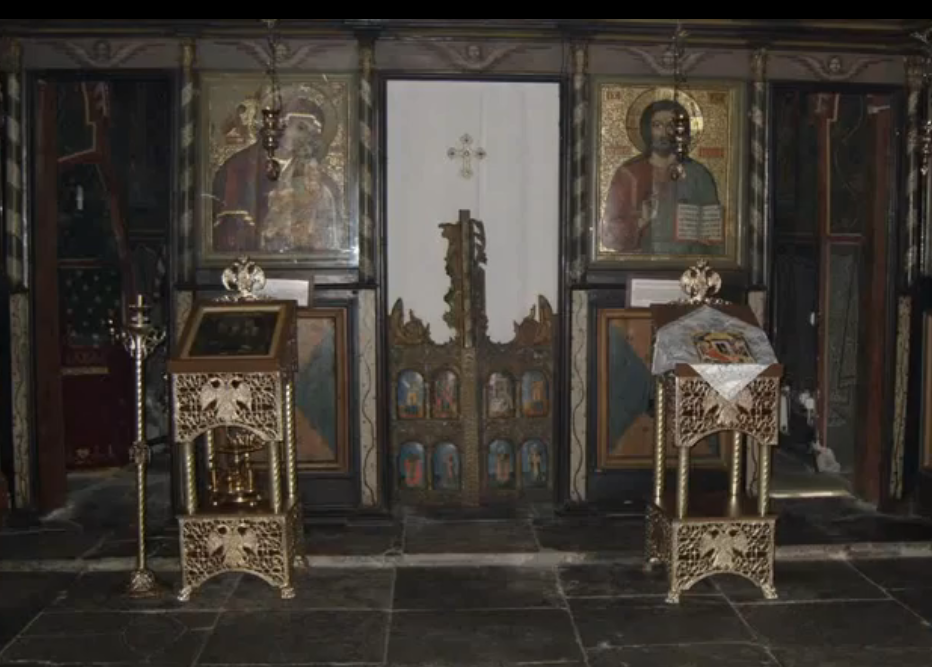
Ușile împărătești și vechea pardoseală de piatră, în anul 2010, înainte de renovare